# Schwedisches Reich

Expansion des schwedischen Reichs 1560–1660

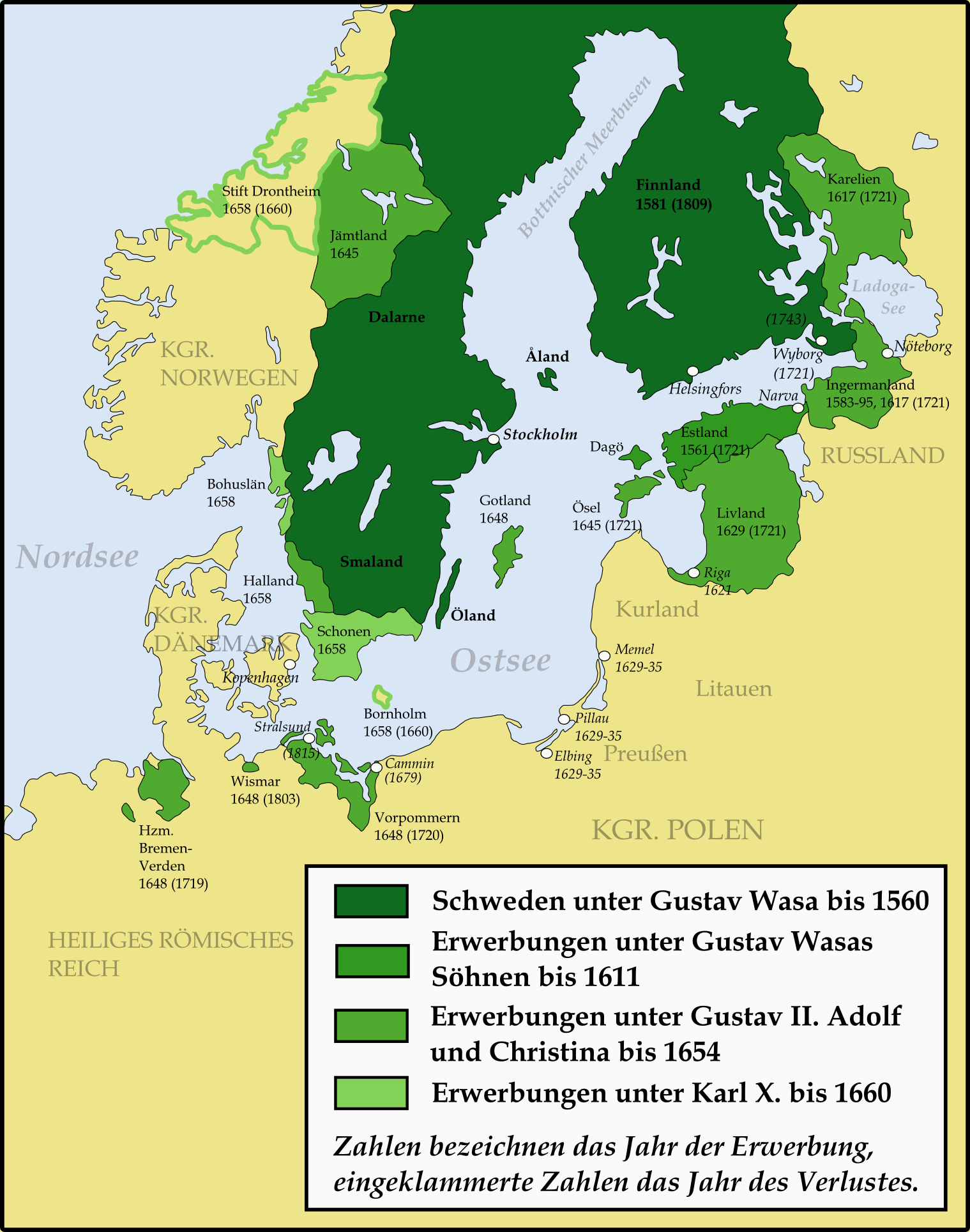
Entwicklung des schwedischen Imperiums im frühmodernen Europa (1560–1815)

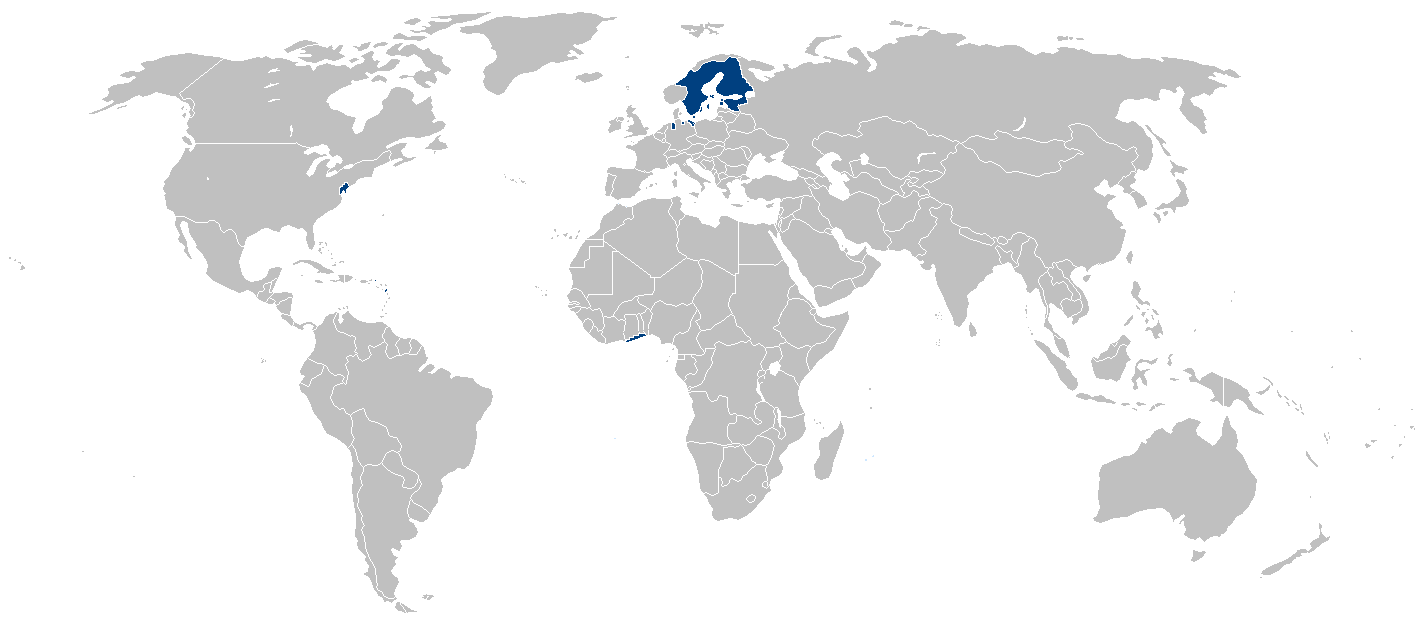
Schwedisches Reich und seine Kolonien in Nordamerika, Karibik und Afrika

Schwedisches Reich (schwedisch Svenska riket; auch Sveriges stormaktstid, übersetzt „Schwedens Großmachtzeit“) bezeichnet den in der schwedischen Historiographie üblichen Begriff für das Herrschaftsgebiet des Landes im 17. Jahrhundert. In der schwedischen Großmachtzeit von 1611 bis 1721 eroberte und hielt Schweden mehrere bedeutende Provinzen im Raum der Ostsee außerhalb des eigentlichen Nationalschwedens. Dadurch konnte das Land eine beherrschende Stellung im nordischen Kampf um das Dominium maris baltici einnehmen. Mit einer mächtigen Armee und Flotte wurde Schweden zum Verteidiger des protestantischen Glaubens.

## Reichsgeschichte

### Reichsbegriff
Schweden durchschritt in der Frühen Neuzeit eine stark expansive Phase, in der es seinen staatlichen Charakter sukzessive veränderte und bis zum Ende des 17. Jahrhunderts den Charakter eines Vielvölkerreiches aufwies. Das expansive frühneuzeitliche Königreich Schweden hatte seine Grenzen weit außerhalb der schwedisch-finnischen Sprach- und Kulturgrenzen. Historiker verwenden in diesem Kontext am häufigsten den Begriff „Schwedisches Reich“.
Die schwedische Historiographie spricht in dem Kontext vom „eigentlichen Schweden“ und im Fall der Provinzen von den „Ostseeprovinzen“.

### Vorgeschichte

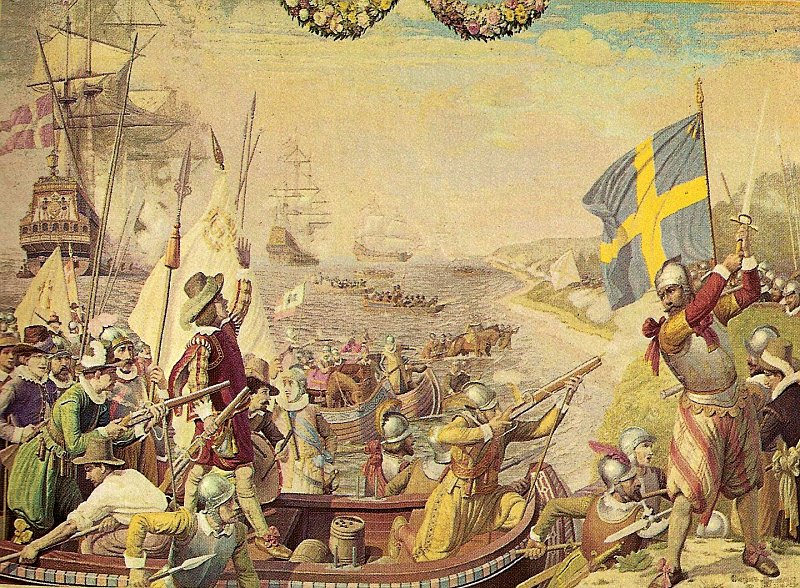
Kalmarkrieg

Durch die Vereinigung der drei Königreiche Dänemark, Norwegen und Schweden inklusive Finnland wurde Ende des 14. Jahrhunderts die sogenannte Kalmarer Union geschlossen, in der die drei Länder denselben König oder dieselbe Königin mit Sitz in Dänemark anerkannten. Unter der Führung des schwedischen Adligen Gustav Wasa entstand 1521 ein Aufstand, der die Kalmarer Union für Schweden (und für Finnland) beendete. Gustav Wasa ergriff die Macht im Land und wurde 1523 vom Reichstag zum neuen König gewählt. Als König Gustav I. Wasa (1523–1560) begründete er dann den neuzeitlichen schwedischen Nationalstaat mit Zentralregierung, stehendem Heer, Finanzverwaltung, Erbmonarchie statt Wahlkönigtum und dem König als Oberhaupt der evangelischen Kirche. Unter dem Geschlecht der Wasa wurde Schweden dann im 17. Jahrhundert zu einer europäischen Großmacht und übernahm die weitgehende Vorherrschaft im Ostseeraum.
Die Motive der Expansion waren vielfältig. Unter anderem spielte die Steuerung des schwedischen Güterexports durch die Kontrolle des Ostseehandels ebenso eine Rolle wie eine spezifische, die Gegenküsten einschließende Militärkonzeption. Die innere Schwäche der Nachbarländer, politische und kaufmännische Ziele sowie die in früheren Kriegen erreichten Erfolge verleiteten Schweden zu weiteren Eroberungskriegen. Als Erbfolgestreitigkeiten Russlands Kraft mit der sogenannten Smuta seit 1598 schwächten und Polen-Litauen durch einen im Süden ausgetragenen Krieg erschöpft war, entstand eine vorteilhafte außenpolitische Lage. Einzig Dänemark stand kräftemäßig mit Schweden auf einer Stufe. Karl IX. machte sich das Chaos in Russland zunutze und leitete von neuem Kriegsoperationen gegen Russland ein. So verschob sich das Mächteverhältnis in Nordeuropa langsam zugunsten Schwedens. Es wurde zum mächtigsten und expansionsfreudigsten Reich im Norden, auch wenn seine Bevölkerungszahl um 1600 nur etwa 750.000 Menschen betrug und es nach wie vor trotz hervorragender Rohstoffvorkommen ein Agrarland war. Zwar war es in einer günstigen Lage, was Rohstoffe wie Kupfer, Eisen und Holz anging, doch fehlten noch immer die Fachleute für die Bewirtschaftung der reichen Vorkommen.
Seit 1604 drängte der Dänenkönig Christian IV. auf einen Krieg gegen Schweden um dessen Expansion zu stoppen. Der dänische Reichsrat wollte eine Verhandlungslösung. 1611 erklärte der dänische Monarch Schweden den Krieg. Er hoffte auf einen schnellen Sieg, zumal der Nachbar noch mit Polen in bewaffnete Konflikte verstrickt war. Die dänische Marine blockierte die schwedische Küste. Christian IV. drang mit einem Heer in Südschweden ein, stieß jedoch auf erbitterten Widerstand. Am 2. August 1611 fiel die schwedische Festung Kalmar. Der 61-jährige schwedische König Karl IX. starb am 30. Oktober 1611 und sein Sohn Gustav Adolf trat die Nachfolge an. Mit ihm erwuchs dem dänischen Monarchen ein schwerer Gegner.

### Erlangung des Großmachtstatus

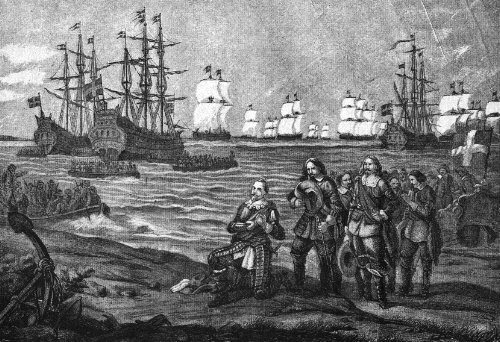
Gustav II. Adolf landet in Pommern

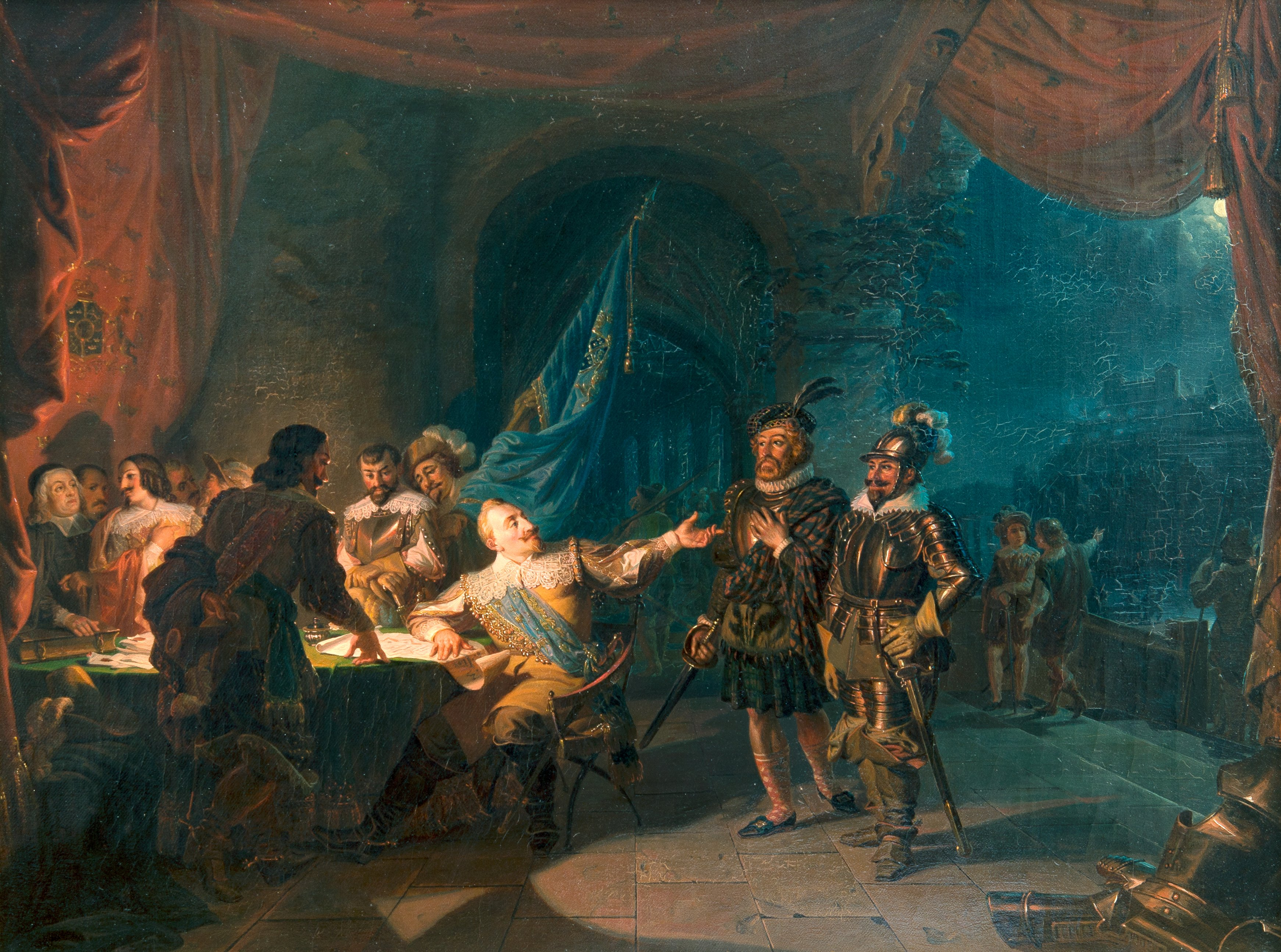
Gustav II. Adolf bei einer Kriegsbesprechung in Würzburg gibt Befehle an Axel Lillie und Jakob von Ramsay, Historiengemälde von Robert Wilhelm Ekman (1808–1873)

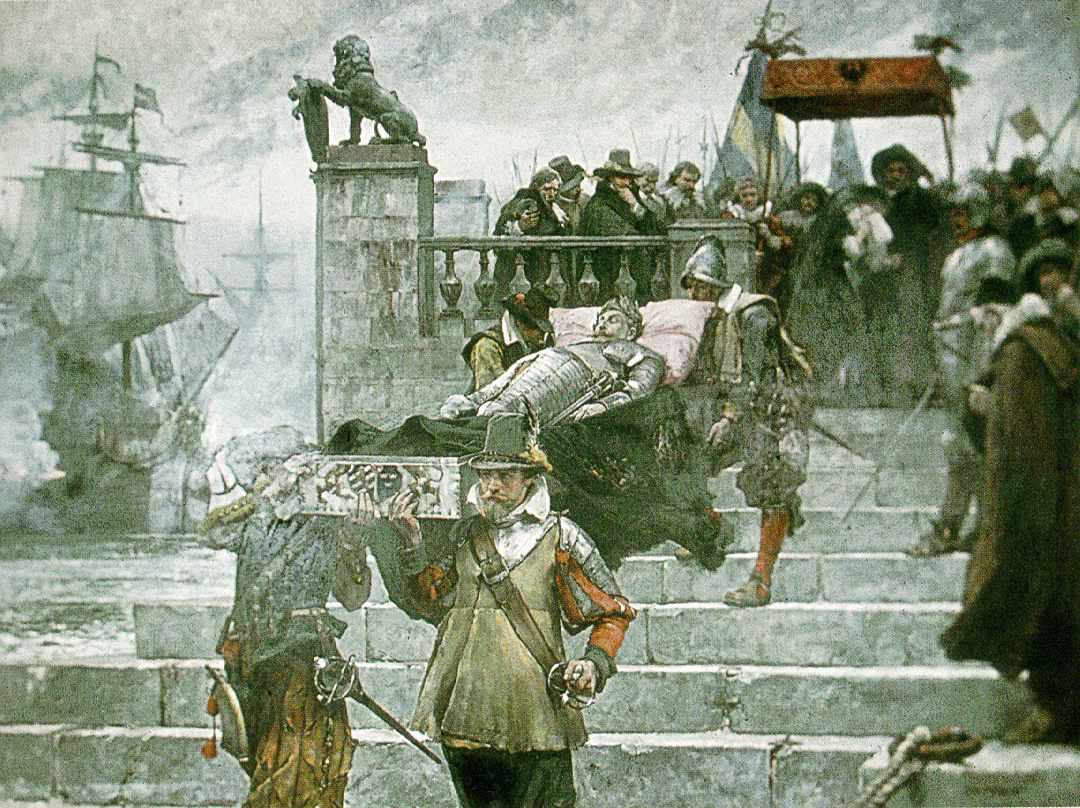
Die Leiche von Gustav II. Adolf in Wolgast auf dem Weg nach Schweden, 1633. Gemälde von Carl Gustaf Hellqvist.

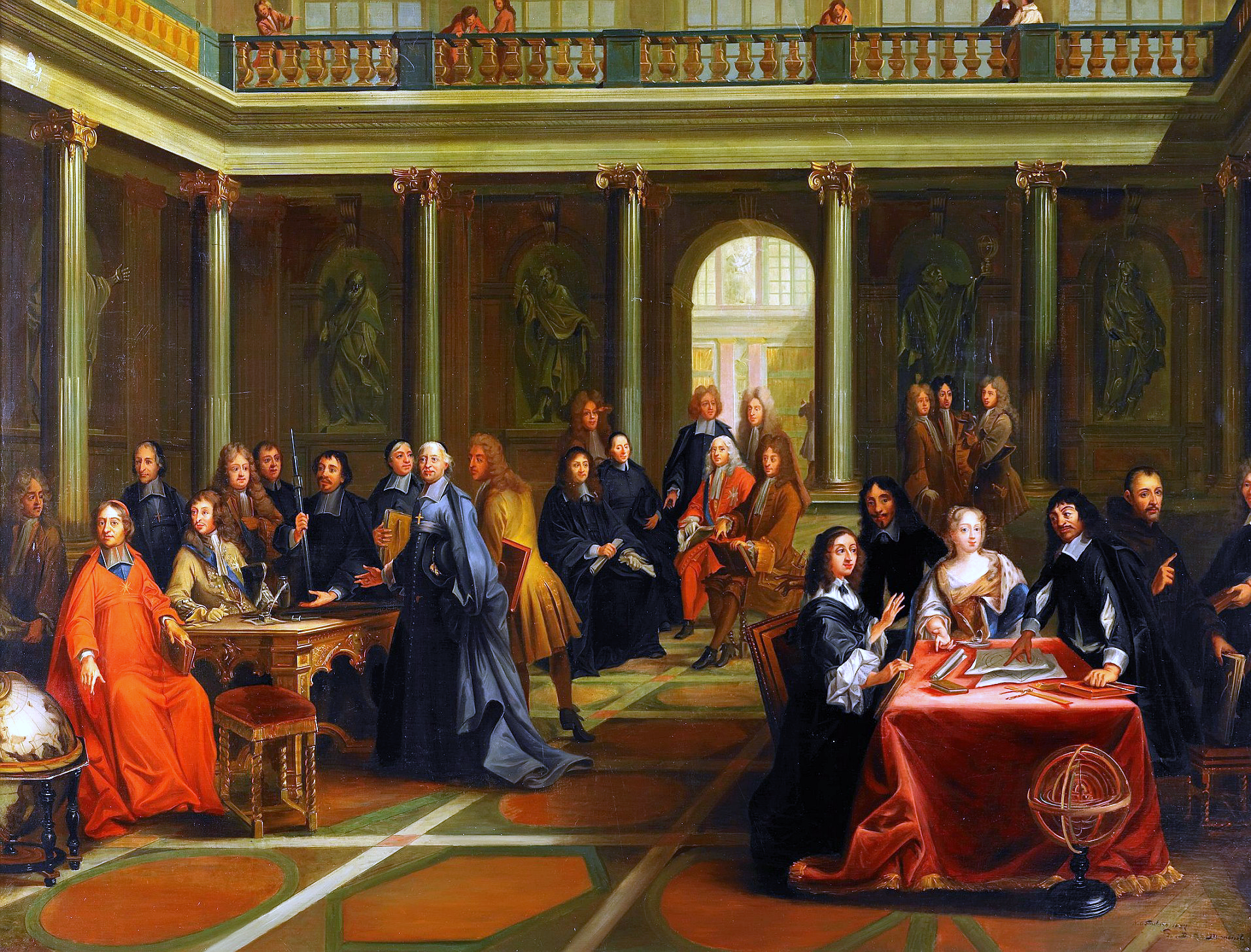
Disput zwischen Königin Christine und René Descartes in Stockholm, 1649

#### Unter Gustav II. Adolf
Der Beginn des Schwedischen Reichs wird mit der Krönung von Gustav II. Adolf 1611 datiert. Sein Amtsantritt fiel in die Zeit des sogenannten Kalmarkriegs gegen Dänemark, der erst zwei Jahre später unter harten Friedensbedingungen beendet werden konnte. Zwar konnte Gustav Adolf in diesem Krieg noch nicht seine Qualitäten als Heerführer unter Beweis stellen, aber den dänischen Truppen, meist Söldnern, gelang in Schweden kein entscheidender Erfolg. Die einheimischen Bauern führten eine Art Partisanenkrieg gegen sie. Der dänische Feldzug im Sommer 1612 geriet zum Fiasko. Nur der Überlegenheit seiner Marine hatte es Christian IV. zu verdanken, dass im November 1612 Friedensverhandlungen eingeleitet wurden. Im Frieden von Knäred verpflichtete sich Schweden, eine Million Reichstaler zu zahlen. Die Kriegsentschädigung sollte in sechs Jahren abgezahlt werden. Schwedische Handelsschiffe mussten fortan auch den Sundzoll entrichten.
Gustav Adolfs Machtstellung war durch das politische Mitspracherecht von Reichstag und -rat eingeschränkt. Er war daher vor allem auf die durchaus produktive Zusammenarbeit mit Kanzler Axel Oxenstierna angewiesen, mit dessen Hilfe er das zu diesem Zeitpunkt verarmte Land modernisierte. In den nun folgenden Jahren trieb Gustav-Adolf zahlreiche Reformen im Land voran, die das Bildungssystem, die Verwaltung und auch Reichstag und -rat betrafen. Er führte eine mustergültige Verwaltungsreform sowohl der Provinzial- als auch der Zentralverwaltung durch, ordnete das Steuerwesen neu und schuf ein eigenes Reichshofgericht, das nach einer überprüfbaren Gerichtsordnung ohne königliche Beteiligung abschließend Recht sprechen sollte; allerdings behielt sich der König vor, ein Urteil eventuell auch aufheben zu können (Kassatorische Entscheidung). In dieser Zeit wurden in Schweden neben der umfassenden Reform des Heereswesens auch moderne Akzente im Bildungs- und Rechtswesen gesetzt. Der König erkannte erstmals die Bedeutung einer gezielten Sozialgesetzgebung. So erließ aufgrund der sozial angespannten Lage Gustav Adolf 1624 ein Armengesetz, in dem er das Betteln verbot, aber verpflichtende Arbeit für Bettler organisieren ließ. In jeder Provinz (Län) musste ein großes Hospital errichtet werden. Die Stockholmer Zünfte wurden verpflichtet ein Haus für 100 bedürftige Kinder einzurichten. Elementarschulen wurden gefördert und statt der Lateinschulen wurden humanistische Gymnasien mit umfassender höherer Bildung in Schweden eingeführt.
Zu Beginn seiner Herrschaft befand sich Schweden im Ingermanländischen Krieg mit Russland. Der Konflikt endete 1617 mit dem Frieden von Stolbowo, der Schweden Ostkarelien und Ingermanland einbrachte und welcher Russland ganz von der Ostsee fernhielt. Man erachtete im Folgenden die Grenze für sicher, und im Osten folgte eine lange Zeit des Friedens. Nach dem Frieden von Stolbowo konzentrierte sich Gustav II. Adolf auf einen Krieg gegen Polen. Er hielt Polen für den Hauptfeind, da Sigismund III. Wasa auch weiterhin eine Bedrohung für die schwedische Krone darstellte. Gustav II. Adolf besetzte Im Krieg mit Polen (1621–1629) 1621 Riga, und später bekam Schweden mehrere weitere Hafenstädte unter seine Kontrolle. Die Franzosen, sprich der regierende, große Kardinal Richelieu, vermittelten in Person des Diplomaten Baron de Charnacé im September 1629 einen Waffenstillstand, der Vorfriede von Altmark geschlossen wurde, der für sechs Jahre galt. Polen rettete seine Ehre, Schweden behielt de facto die Kontrolle über Livland nördlich der Drina und auf sechs Jahre das Recht, Zoll in den preußischen Häfen zu erheben, woraus es bedeutende Einkünfte für den kommenden Krieg auf deutschem Boden erzielte. Der Vertrag zeigte auf, dass weder Schweden noch Polen in dem Krieg einen militärischen Sieg erringen konnten. Der Waffenstillstand wurde durch die allgemeine Erschöpfung beider Parteien ermöglicht und bedeuteten ein strategisches Patt. Das Ergebnis war für Schweden damit weitaus positiver als es die militärische Lage versprochen hatte. Kurz vor Ablauf des Waffenstillstandes einigten sich Polen und Schweden in Stuhmsdorf am 12. September 1635 auf eine Fortsetzung der Waffenruhe. Die Beziehungen zu Polen wurden endgültig 1660 geregelt, als Polen seine Ansprüche auf die schwedische Krone aufgab.

#### Im Dreißigjährigen Krieg
Das Geschehen im Dreißigjährigen Krieg beobachtete der schwedische König zu dieser Zeit sehr aufmerksam. Nachdem Dänemark endgültig aus dem Krieg ausgeschieden war und der Habsburger Kaiser Ferdinand II. scheinbar auf dem Höhepunkt seiner Macht angelangt schien, war Gustav Adolf bereit zu handeln. 1630 griff Gustav auf Seiten der Protestanten in den Dreißigjährigen Krieg ein. Schon 1627/28 wurde im Stockholmer Reichstag die grundsätzliche Zustimmung zum Kriegsbeitritt gegeben und am 18. Januar 1629 folgte die Entscheidung, diesen offensiv, sprich auf deutschem Boden, zu führen. Der später oft ins Feld geführte Grund, die protestantischen Glaubensbrüder gegen die katholisch-habsburgischen Allmachtsansprüche, manifestiert im Restitutionsedikt, in Schutz nehmen zu wollen, war Propaganda. Es gibt verschiedene Ansätze die die Gründe für den schwedischen Kriegseintritt analysieren. Die Wahrscheinlichkeit ist groß, dass Gustav II. Adolf die unsichere Situation im Reich erkannte und versuchte zu nutzen. Der Kanzler Axel Oxenstierna und Johan Skytte hatten dem König zwar abgeraten einen Krieg im Heiligen Reich zu führen, der Hochadel jedoch hatte deutliche Vorteile durch den Krieg. Die Zolleinnahmen durch die Flussmündung und Häfen waren für Schweden sehr wichtig; sie zu erhalten oder neue zu gewinnen, könnte zum Eingreifen bewegt haben. Vor allem die Odermündung interessierte die Schweden.
Am 6. Juli 1630 ging der König in Peenemünde an Land. Eine Flotte von 129 Schiffen hatte ihn und seine über 13.000 Soldaten innerhalb einer Woche übers Meer gebracht. Zusätzliche Söldner aus Finnland, dem Baltikum und Stralsund verstärkten die Armee, die von kaiserlicher Seite keinen Widerstand erfuhr. Gustav-Adolf zwang mehrere Fürsten Norddeutschlands zu einem Bündnisvertrag und wurde von großen Teilen der protestantischen Bevölkerung als Befreier und Retter angesehen. Bereits am 6. Juli konnte Wollin und am 9. Juli Stettin erobert werden. Letztere Stadt fiel ohne wirkliche Verteidigung. Bis Ende 1630 hatten die Schweden praktisch ganz Pommern in ihren Händen. Im Frühjahr setzte sich der Eroberungszug fort. Die Schweden griffen am 3. April 1631 die mit dem Kaiser verbündete Stadt Frankfurt an der Oder an, nachdem kurz zuvor die kaiserliche Hauptmacht unter Tilly nach Westen abgerückt war. Sie gewannen ebenso im gleichen Jahr die berühmte (erste) Schlacht von Breitenfeld und drangen bis ins Rheintal und nach Bayern vor. Am 23. Januar 1631 wurde zwischen Frankreich und Schweden der Vertrag von Bärwalde geschlossen. Hierbei handelte es sich um einen Bündnisvertrag gegen den Habsburger Kaiser. Schweden verpflichtete sich mehr als 30.000 Soldaten nach Deutschland zu bringen, während Frankreich einen Teil der Kosten übernahm. Nachdem Gustav die Truppen des Kaisers ein ums andere Mal besiegt hatte, stieg er zum Anführer der Protestanten auf. Zwar fiel er bereits 1632, aber trotzdem dauerte der Krieg noch über zehn Jahre. Nach dem Tod des Königs leitete sein Kanzler Graf Axel Oxenstierna die Vormundschaftsregierung für die minderjährige Königstochter Christine und führte den politischen Kurs fort. Ab 1644 wurden die schwedischen Kriegsziele durch den Regentschaftsrat eingeschränkt: Die Herrschaft im Ostseeraum sollte gesichert werden, während von weiteren Eroberungen in Deutschland Abstand genommen wurde.

#### Unter Christina und Karl X. Gustav

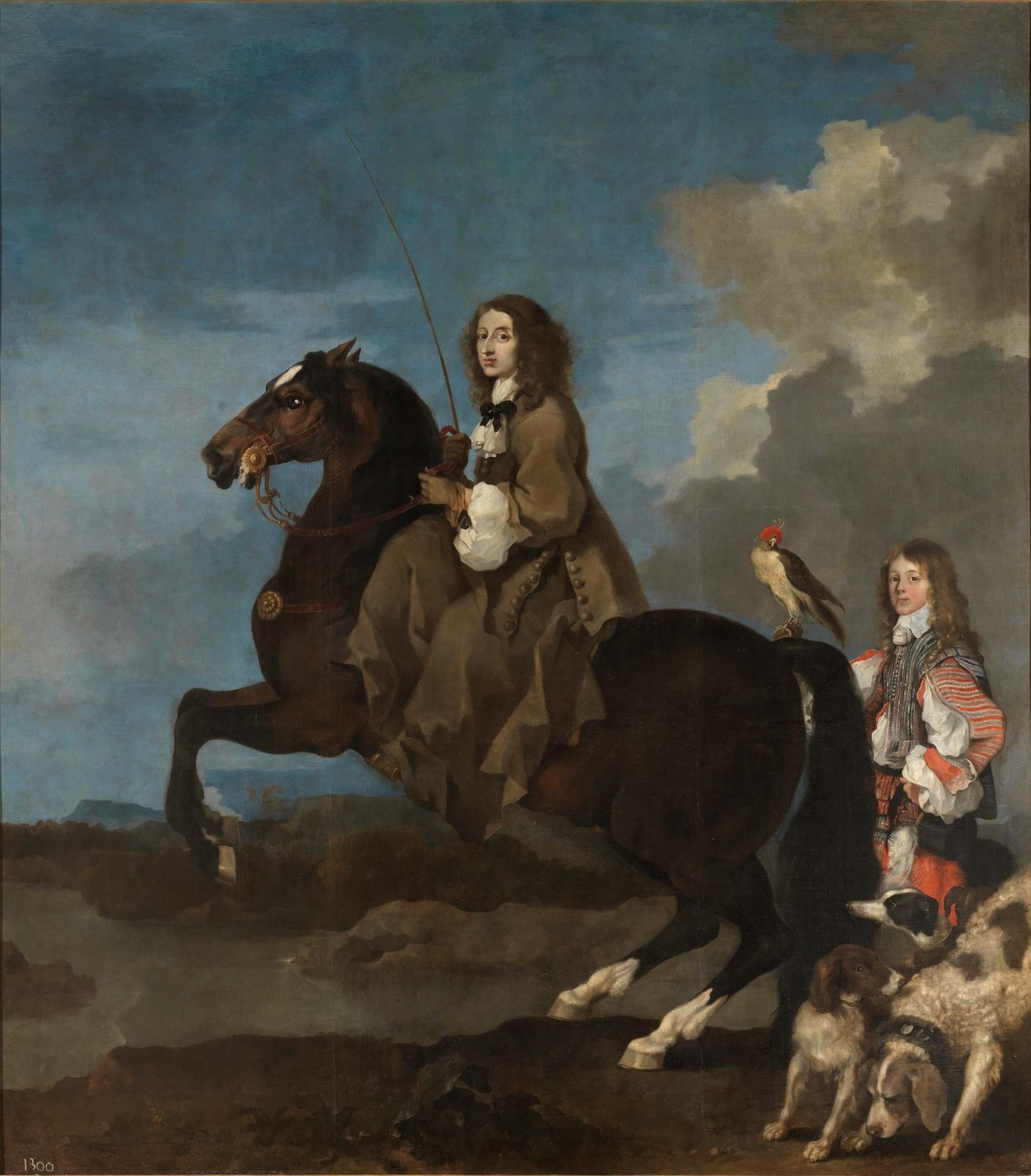
Reiterporträt von Christina (Sébastien Bourdon, 1653)

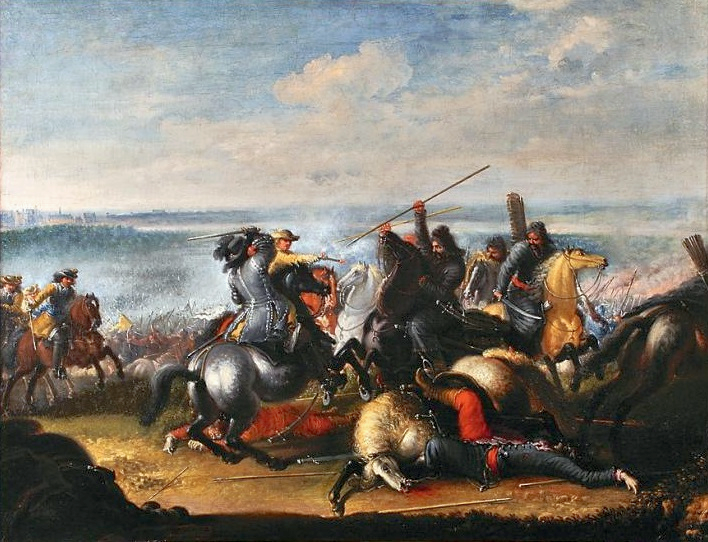
Johann Philipp Lemke: Karl X. Gustav im Gefecht mit polnischen Tataren während der Schlacht von Warschau, 29. Juli 1656 (1684; Museum der polnischen Armee, Warschau)

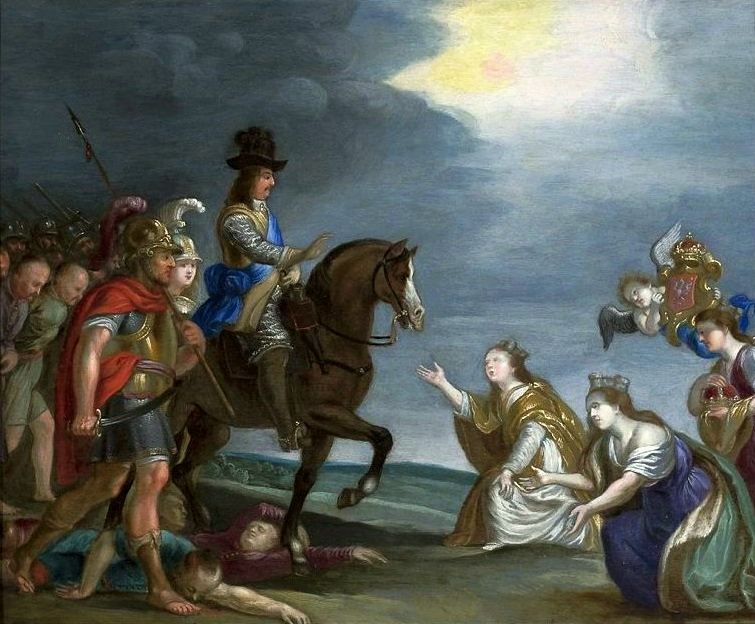
Karl X. Gustav trimphiert über Polen-Litauen

1644 bestieg Christina den Thron. Als Königin förderte Christina die Künste, stand mit vielen Gelehrten in intensivem Briefkontakt und berief unter anderen René Descartes nach Stockholm. Die Hinwendung zu Frankreich als kontinentalem Verbündeten spiegelte sich in der Hofkultur wider, Christina zog viele französische Künstler, vor allem Musiker für die Hofkapelle nach Schweden.
Mit dem Westfälischen Frieden von 1648 erwarb Schweden große Teile von Pommern, Rügen, Wismar, die Herzogtümer Bremen und Verden. Der schwedische Monarch erhielt damit drei Stimmen in der Versammlung des Heiligen Römischen Reiches und festigte die Stellung Schwedens als Militärmacht im Ostseeraum. Zur selben Zeit wurden zwischen Schweden und Dänemark der Torstenssonkrieg ausgetragen. Dänemark herrschte über das heutige Südschweden und trieb hohe Zölle ein, die für die Durchfahrt des Öresund errichtet werden mussten. Noch zu Beginn des 17. Jahrhunderts zwang Dänemark Schweden Friedensbedingungen nach seinen Vorstellungen auf, aber zur Zeit des Dreißigjährigen Krieges schlug Schweden Dänemark vernichtend. 1645 wurde der Frieden von Brömsebro geschlossen. Schwedens Ziele waren in erster Linie handelspolitischer Art, aber es erhielt auch Gebietsgewinne. Dänemark musste zeitweise große Gebiete von Norwegen sowie die Inseln Ösel und Gotland an Schweden abtreten. Schweden hatte im Ostseeraum die Vormachtstellung errungen. Christian IV. war besiegt.
Auch wenn die schwedischen Truppen gerade gegen Ende des Dreißigjährigen Krieges zahlreiche Kunstwerke im Namen Königin Christinas schlichtweg erbeuteten, wie beispielsweise während des sogenannten Prager Kunstraubes 1648, bei dem zahlreiche Stücke aus der Kunstsammlung Kaiser Rudolfs II. nach Schweden überführt wurden, stellten die sonstigen Anschaffungen und der Prunk, mit dem Christina sich gerne umgab, den schwedischen Hof vor enorme finanzielle Schwierigkeiten. Um das Jahr 1650 geriet Christinas Herrschaft zusehends in eine Krise. Zwar wurde sie im Oktober dieses Jahres noch offiziell zur schwedischen Königin gekrönt, sie selbst sah sich jedoch den Aufgaben einer Königin nicht mehr gewachsen, fühlte sich eingeengt und spielte mit dem Gedanken, abzudanken. 1654 dankte Königin Christine zugunsten ihres Vetters Karl X. Gustav ab.
Unter schwierigen Verhältnissen bestieg Karl X. Gustav den Thron. Die Finanzen des Staates waren in großer Unordnung, die Staatsschuld betrug 5 Millionen Reichstaler, die einträglichsten Besitzungen der Krone waren an die Günstlinge der früheren Königin vergeben und das Einkommen der Krone dadurch sehr beschränkt. Der neue Regent suchte vor allem die Verhältnisse zu ordnen und eine Reform der Finanzen durchzuführen und beschränkte auch die eigene Hofhaltung.
Karl, der die Politik der militärischen Aggression seiner Vorgänger fortsetzte und bis 1660 in Schweden herrschte, erklärte Polen den Krieg (Zweiter Nordischer Krieg 1655–1660). Schweden war nach einem anfänglich raschen militärischen Vorstoß 1657, der Polen an den Rand des staatlichen Kollapses brachte, 1657/58 in die Defensive geraten, nicht zuletzt ausgelöst durch den Frontwechsel des brandenburgischen Kurfürsten Friedrich Wilhelm durch die Verträge von Bromberg und Wehlau im September/Oktober 1657 und dem Anschluss Österreichs an die antischwedische Koalition 1658. Ende 1658 war absehbar, dass der Krieg auf militärischem Wege nicht zu entscheiden war.
1658 marschierte Karl X. in Dänemark ein und eroberte die Provinzen in Südschweden, die Dänemark im 16. Jahrhundert behalten hatte. Nach seinem siegreichen Feldzug von Holstein über Jütland bis auf die dänischen Inseln zwang Karl X. Gustav die Dänen zum Frieden von Roskilde (Februar 1658). Dänemark musste Schonen, Blekinge, Halland und Bohuslän an Schweden abtreten. Dänemark verlor die alleinige Herrschaft über den Öresund, die Meerenge zwischen Dänemark und Schweden. Trotzdem behielt Karl Gustav sein Heer unter Waffen. Anstatt jedoch wie erwartet den Krieg in Polen wiederaufzunehmen, brach Karl X. Gustav den Frieden mit Dänemark, ließ sein Heer im August 1658 auf der Insel Seeland landen und mit der Belagerung Kopenhagens beginnen. Nach der missglückten Erstürmung Kopenhagens 1659 musste sich Karl X. Gustav auf Druck der Niederlande, Frankreichs und Englands zum Friedensschluss mit Dänemark bereitfinden; noch bevor er darüber Verhandlungen mit dem schwedischen Reichstag aufnehmen konnte, verstarb er in Göteborg.
Erst der Vormünderregierung seines unmündigen Sohns Karl XI. blieb es vorbehalten, die Kriege mit Polen und Dänemark mit den Friedensschlüssen von Oliva und Kopenhagen (1660) abzuschließen. Im Frieden von Oliva im April 1660 wurde der Anspruch Schwedens auf Livland und Estland formell bestätigt. Die Friedensschlüsse 1660/61 haben den Ostseebereich in einen Zustand relativer Stabilität überführt. Jedoch konnte kein Problem zwischen den Nachbarn als dauerhaft gelöst betrachtet werden.

#### Unter Karl XI. und Karl XII.

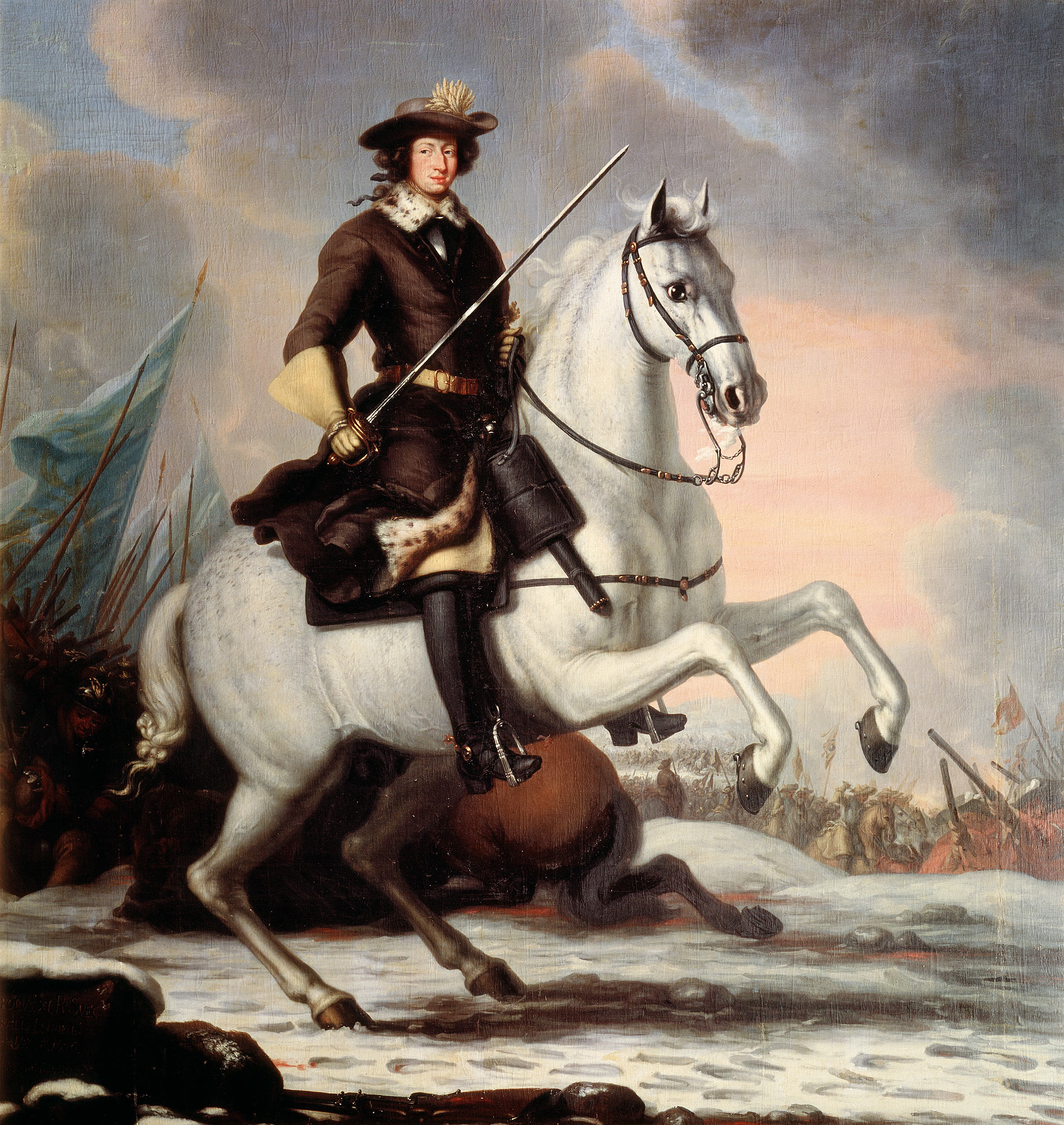
Karl XI. von Schweden (Gemälde von David Klöcker Ehrenstrahl, 1676)

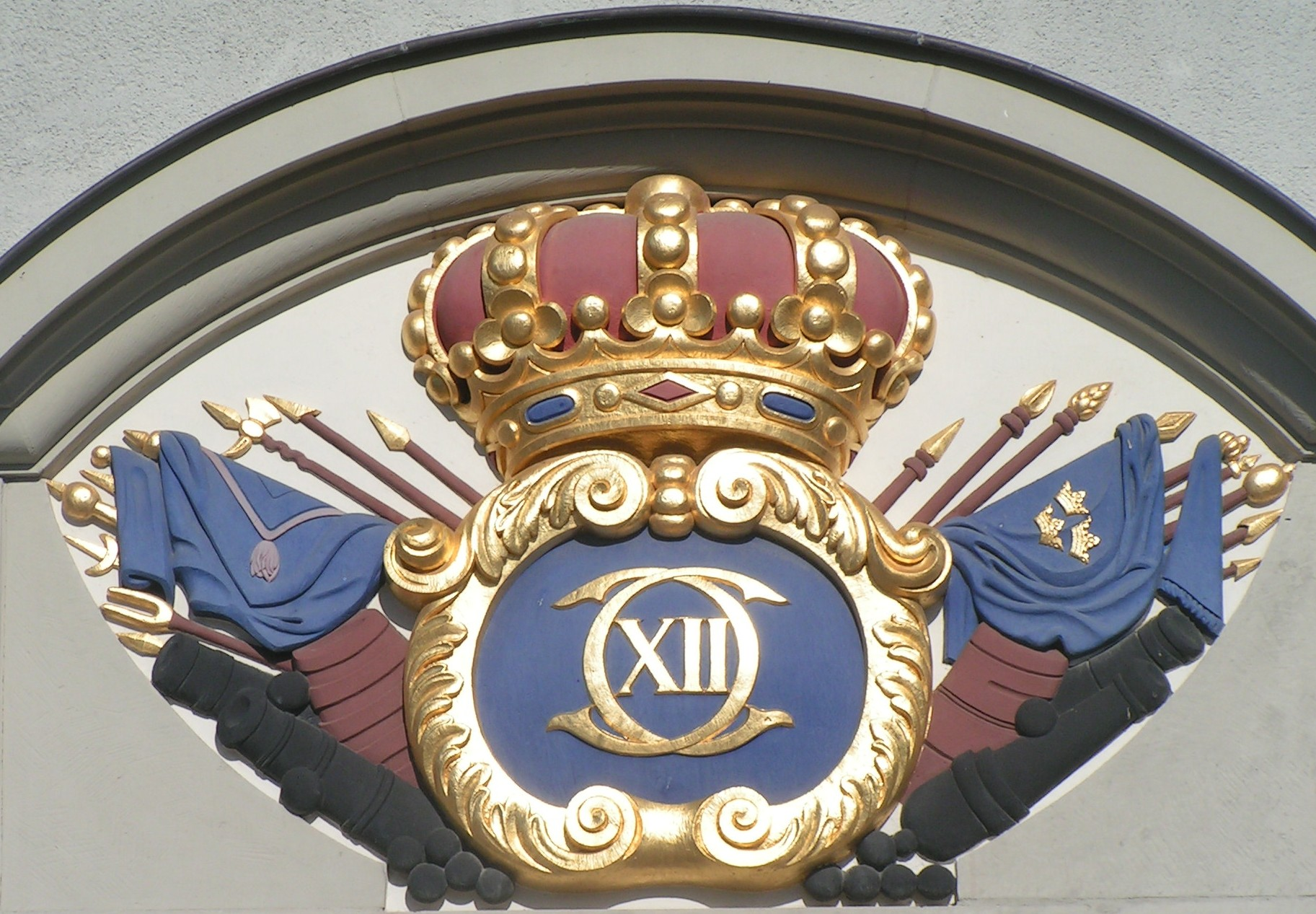
Das Monogramm Karls XII., fotografiert am Alten Zeughaus Wismar

Den Nachkriegszustand musste besonders Schweden fürchten, denn die Revisionsneigungen der von Schwedens Expansion betroffenen Nachbarn Dänemark, Brandenburg, Polen und Russland waren schon bei den Friedensverhandlungen zu Oliva kaum verborgen geblieben. Das Erbe der kriegerischen Ära des Großmachtaufstiegs für die friedliche Periode der Großmachtsicherung nach 1660 war ein offenkundiges Dilemma: Für diese außenpolitischen Sicherungsaufgaben, das heißt für die Unterhaltung eines großen Militärpotentials im eigenen Lande, stand Schweden in seinen strukturellen Voraussetzungen noch immer sehr ungünstig da.
Unter Karls Sohn und Nachfolger, Karl XI., verbündete sich Schweden mit König Ludwig XIV. von Frankreich und nahm so an den Französisch-Niederländischen Kriegen des späten 17. Jahrhunderts teil. Durch das Bündnis mit Frankreich wurde Schweden in einen Krieg gegen Dänemark und Brandenburg-Preußen gezogen. 1675 erlitten die Schweden durch Friedrich Wilhelm, Kurfürst von Brandenburg, in der Schlacht bei Fehrbellin eine schwere Niederlage. Nach der Niederlage gegen Brandenburg-Preußen in Fehrbellin wurde die prekäre Lage Schwedens auch für das Ausland offenkundig. Die militärischen Rückschläge der Schweden setzten sich mit der Seeschlacht bei Öland am 1. Juni 1676 fort, als das neu gebaute Admiralschiff Kronan in kürzester Zeit zerstört wurde. Am 31. Mai 1677 verloren die Schweden auch noch die Seeschlacht bei Lolland. Nach diesen Verlusten beherrschte Dänemark die Ostsee. Gleichzeitig hatten die Dänen an der Landfront auch Schonen zurückerobert.
An Land war das Heer Karl XI. lange Zeit nicht erfolgreicher als zu See, denn erst mit der Schlacht bei Lund, die als eine der grausamsten der schwedischen Geschichte bezeichnet wird und bei der die Hälfte aller Soldaten der dänischen und der schwedischen Seite den Tod fanden, kam die Wende für den schwedischen König. Innerhalb von drei Jahren konnte Karl XI. die Dänen dann wieder aus Schonen verdrängen, auch wenn dies nur unter sehr großen Verlusten möglich war. Beim Frieden von Saint-Germain und dem Frieden von Fontainebleau am 23. August 1679 erhielt Schweden alle im Krieg verlorenen Ländereien zurück.
Karl widmete sich nach den Friedensschlüssen von 1679 im Sinn des Absolutismus der inneren Reform, der Reorganisation des Heers und der Verwaltung und rüttelte dabei an fundamentalen schwedischen Grundrechten. Er reorganisierte die schwedische Regierung, degradierte den Reichsrat zum beratenden Königlichen Rat und übernahm die Gesetzgebung und Außenpolitik, die bis dahin beim Reichstag gelegen hatte. Unter dem Druck der finanziellen Sanierung des Haushaltes und mit Hilfe der Bauern, der Bürger, der Offiziere und des niederen Adels konfiszierte Karl 1680 in einer umfassenden Reduktion alle großen Ländereien und Güter des Adels und verwandelte diese Klasse endgültig in einen Beamtenadel, der in allen Belangen dem König unterstand. Dabei führte Karl XI. die Reduktion in Livland ohne Zustimmung des Landtags durch, indem er sich auf den Reduktionsbeschluss des schwedischen Reichstags von 1682 und außerdem auf die Ansicht des schwedischen Reichstags berief, dass die Reduktionen Sache des Königs seien unabhängig von der staatsrechtlichen Stellungen der Ostseeprovinzen im Reich. Er machte sich im Militärwesen vom Bewilligungsrecht des fortan unbedeutenden Reichstages unabhängig, indem er den Bauern im Einteilungswerk die Stellung von Soldaten zur Pflicht machte.
Karl XI. wurde ein mächtiger Alleinherrscher. Wenn er wichtige Entscheidungen traf, hörte er auf die Stände des Landes. Seinem Sohn und Nachfolger Karl XII. hinterließ Karl XI. 1697 einen reformierten absolutistischen Großmachtstaat und ein reorganisiertes und effektives Heerwesen. Die Situation änderte sich, als nach seinem Tod 1697 sein Sohn Karl XII. mit 15 Jahren zum souveränen Herrscher ausgerufen wurde. Dieser war von Natur aus stur und berief die Stände nur einmal zur Versammlung ein. Für die Ämter ernannte er seine Günstlinge.

### Das Ende der Großmachtzeit

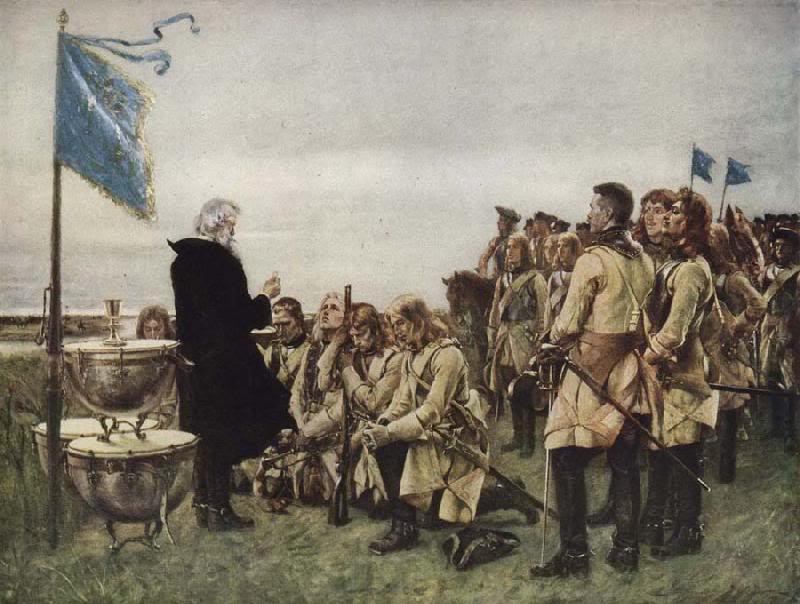
Gottesdienst nach der Schlacht bei Fraustadt, Historiengemälde von Gustaf Cederström (1845–1933)

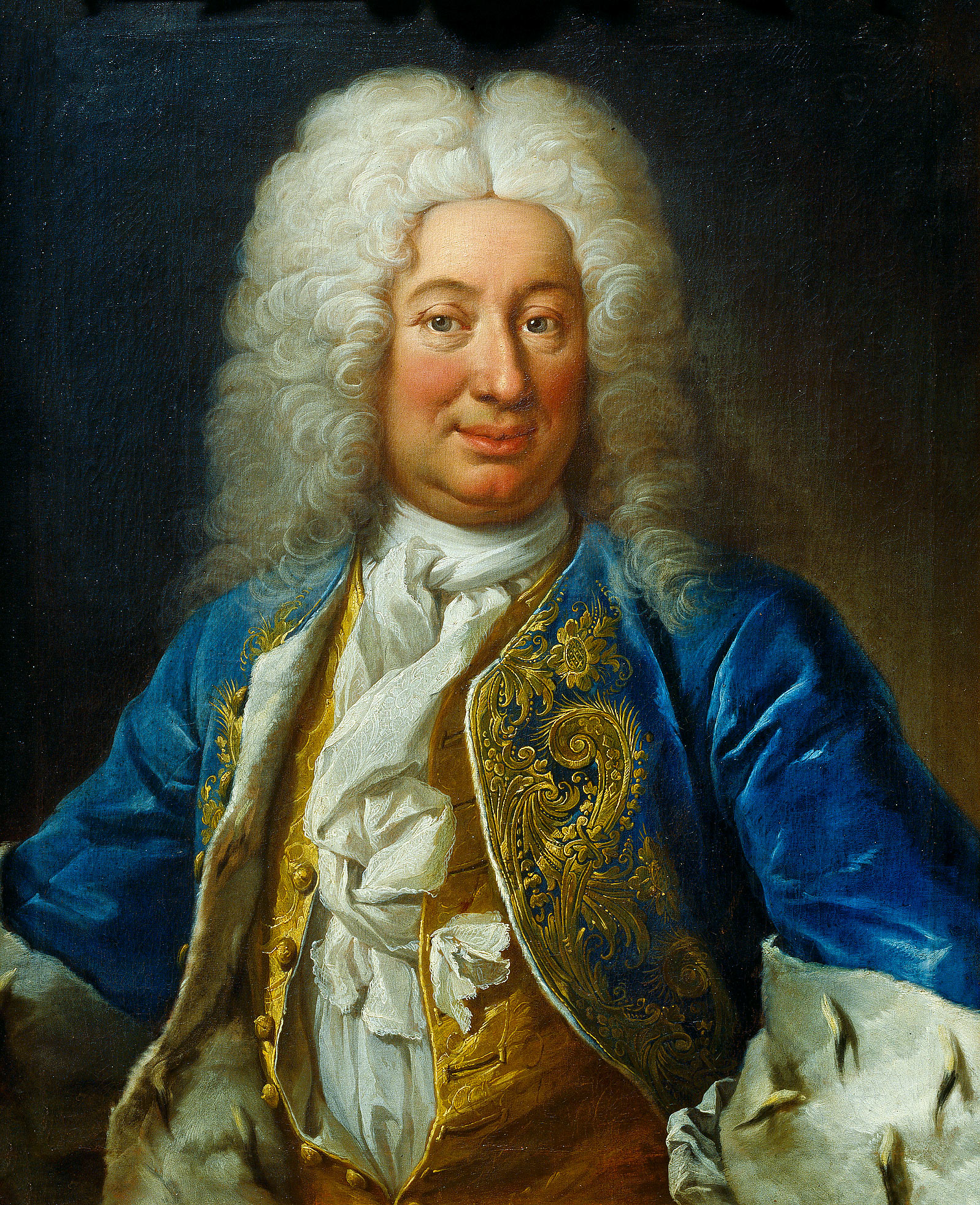
Angesichts der Konsequenzen der verfehlten Großmachtpolitik seines Vorgängers musste Friedrich von Hessen-Kassel, der neue König von Schweden, dem Frieden von Nystad 1721 zustimmen

Die militärische und geostrategische Vormachtstellung Schwedens im Ostseeraum, das Dominium Maris Baltici, stellte Zar Peter I. zu Beginn des 18. Jahrhunderts dauerhaft in Frage. Der Große Nordische Krieg brach 1700 in Livland aus, als sich Adlige, welche sich der Einziehung ihrer Güter widersetzt hatten, einen Aufstand begannen und den Anschluss an Polen forderten. Dies nahmen Sachsen-Polen, Russland und Dänemark als Anlass, sich gegen Schweden zu verbünden.
In der Schlacht bei Poltawa von 1709 hatte König Karl XII. (1697–1718), der als einer der berühmtesten Heerführer der damaligen Zeit galt, eine katastrophale Niederlage gegen Zar Peter I. erlitten. Damit war ein Mythos von der Militärmacht Schweden gebrochen. Die als unbesiegbar geltende europäische Großmacht Schweden musste ihren Platz einem neuen Mitspieler im Konzert der europäischen Großmächte überlassen. Territoriale Verluste folgten. 1710 besetzte die russische Armee die schwedischen Provinzen Schwedisch-Livland und Schwedisch-Estland sowie den südöstlichen Teil Finnlands um die Stadt Wyborg. Die schwedischen Territorien Schwedisch-Ingermanland, Kexholms län waren bereits 1703/04 erobert worden. Das Ende der schwedischen Großmachtstellung wird mit dem Verlust bedeutender Ostseeterritorien im Frieden von Nystad 1721 gesetzt, der den Großen Nordischen Krieg beendete.

### Folgen und Konsequenzen der Großmachtpolitik
Die großen militärischen Anstrengungen zur Aufrechterhaltung eines supranationalen Reiches führten zwischen 1620 und 1720 zum Tod von 300.000 jungen Männern außerhalb von Nationalschweden. Dies wiegt um so mehr, da die Gesamtbevölkerung des Schwedischen Reichs nicht mehr als zwei Millionen Menschen in diesem Zeitraum betrug. Schwedische Forschungen zur Demographiegeschichte gehen davon aus, dass gegen Ende des 17. Jahrhunderts jeder dritte oder vierte Mann in Schweden-Finnland, der das Erwachsenenalter erreichte, im Zusammenhang mit den Kriegszügen starb.

### Kriegsgeschehnisse
Schweden führte im Zeitraum von 1600 bis 1720 zwölf Kriege, von denen es nur den letzten verlor.
| Phase   | Beginn | Ende | Phasenbezeichnung |
| ------- | ------ | ---- | --- |
| Krieg   | 1600   | 1618 | Polnisch-Schwedischer Krieg (1600–1611; 1617–1618), Ingermanländischer Krieg (1610–1617), Kalmarkrieg (1611–1613)                     |
| Frieden | 1618   | 1621 | drei Friedensjahre |
| Krieg   | 1621   | 1629 | Polnisch-Schwedischer Krieg (1621–1625; 1626–1629)                                                                                    |
| Frieden | 1629   | 1630 | ein Friedensjahr |
| Krieg   | 1630   | 1648 | Dreißigjähriger Krieg: * Schwedischer Krieg (1630–1635), * Schwedisch-Französischer Krieg (1635–1648), * Torstenssonkrieg (1643–1645) |
| Frieden | 1648   | 1654 | sechs Friedensjahre |
| Krieg   | 1654   | 1660 | Erster Bremisch-Schwedischer Krieg 1654, Zweiter Nordischer Krieg (1655–1660)                                                         |
| Frieden | 1660   | 1666 | sechs Friedensjahre |
| Krieg   | 1666   | 1666 | Zweiter Bremisch-Schwedischer Krieg 1666                                                                                              |
| Frieden | 1666   | 1674 | acht Friedensjahre |
| Krieg   | 1674   | 1679 | Nordischer Krieg (1674–1679) |
| Frieden | 1679   | 1700 | 21 Friedensjahre |
| Krieg   | 1700   | 1720 | Großer Nordischer Krieg (1700–1720)                                                                                                   |

Von 1600 bis 1720 war Schweden 45 Jahre im Friedenszustand (37,5 Prozent Zeitanteil) und 75 Jahre im Kriegszustand (62,5 Prozent Zeitanteil). Die längste Friedensperiode währte 21 Jahre lang von 1679 bis 1700. Die längste andauernde Kriegsperiode währte 20 Jahre lang von 1700 bis 1720.

## Geographie

Historisches Schwedisch-Pommern in den heutigen Grenzziehungen

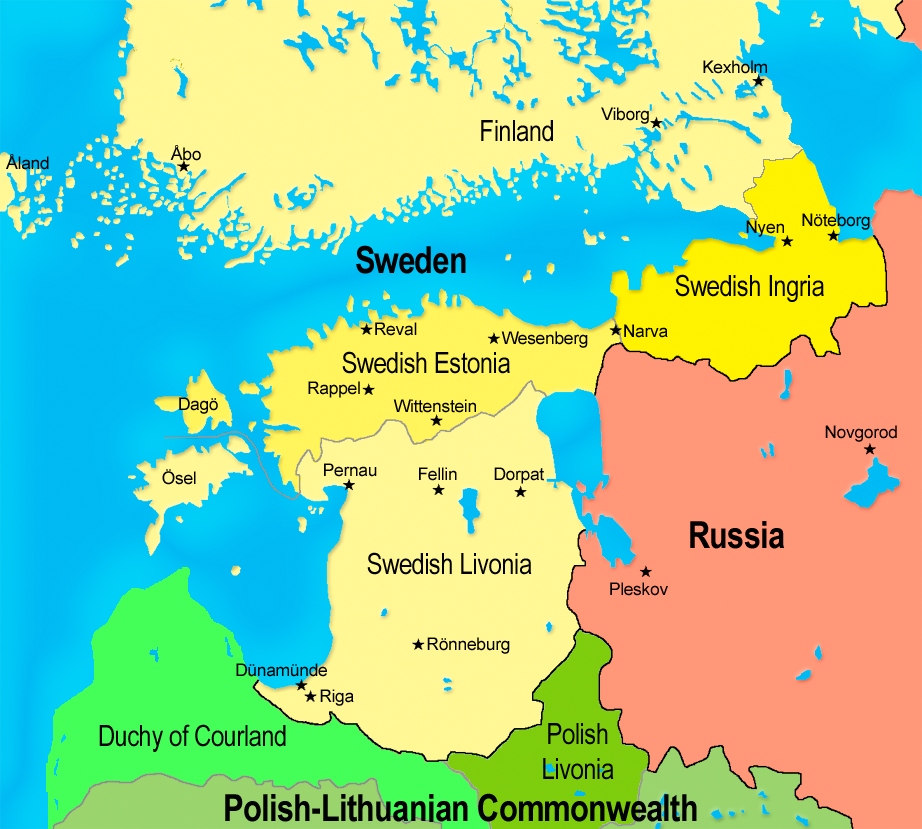
Das Baltikum im 17, Jahrhundert, schwedische Besitzungen gelb

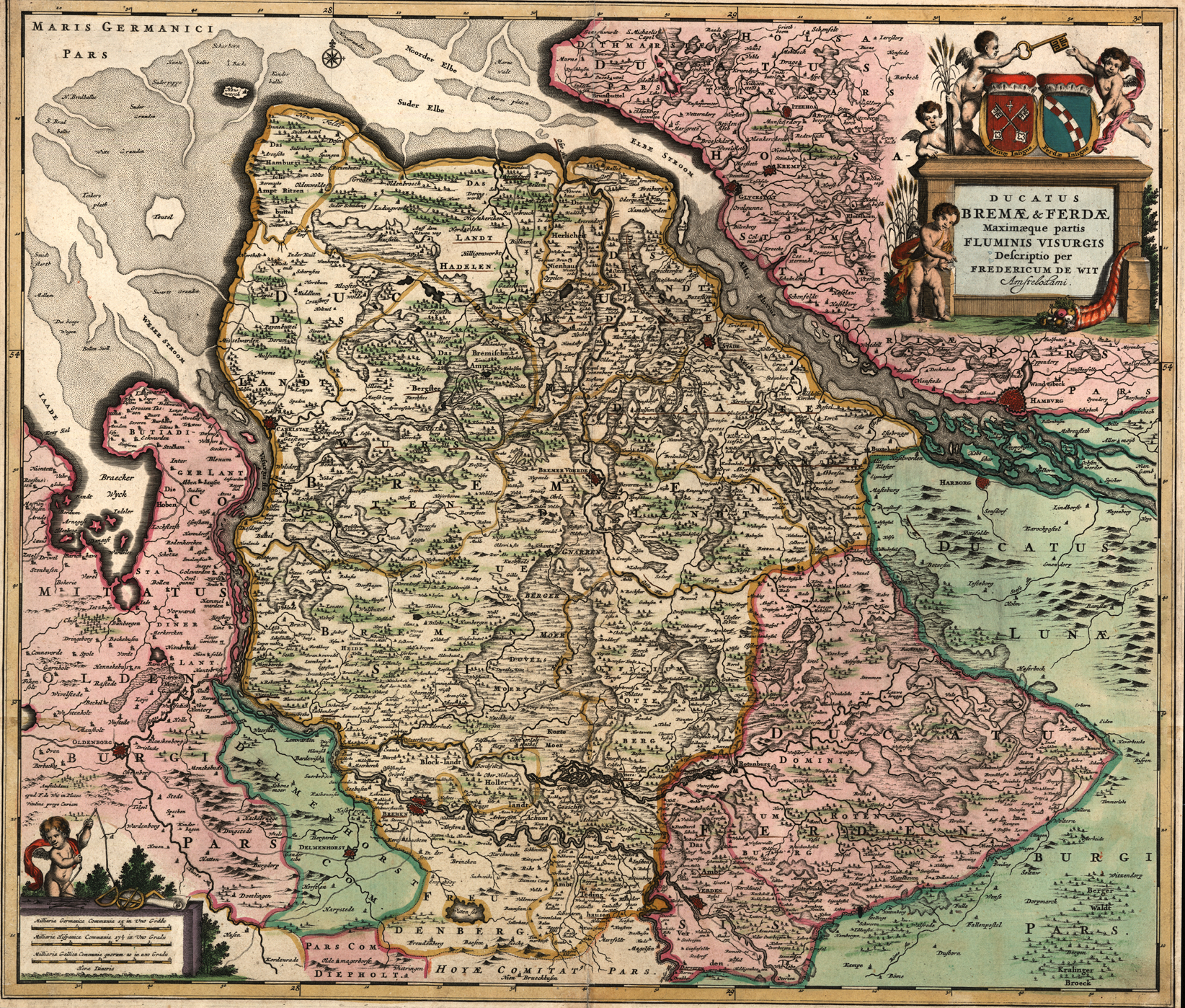
Die Herzogtümer Bremen-Verden um 1655

Das Schwedische Reich bedeckte das heutige Schweden, Finnland und Estland vollständig. Dazu kamen das historische Vorpommern (heutiger Landkreis Vorpommern-Rügen und Landkreis Vorpommern-Greifswald) und Teile des heutigen Niedersachsen (Landkreis Stade, Landkreis Rotenburg (Wümme), Landkreis Cuxhaven, Landkreis Osterholz, Landkreis Verden) einschließlich des Gemeindegebietes von Wismar in Deutschland, der westliche Teil der Woiwodschaft Westpommern (Powiat Policki, Świnoujście, Powiat Kamieński, Szczecin), der nördliche Teil von Lettland (Zentrallivland) sowie ein Teil von der russischen Republik Karelien und der Oblast Leningrad. Zusammen ergibt das eine Fläche von rund 900.000 bis 950.000 Quadratkilometer. Damit war Schweden zu der Zeit in etwa so groß wie Polen-Litauen und nahm nach dem Zarentum Russland, dem Osmanischen Reich und Polen-Litauen als Staatswesen die viertgrößte Fläche in Europa ein.
Der Hauptteil bestand in etwa aus den heutigen Staaten Schweden und Finnland. Göteborg bot dem schwedischen Handel den einzigen direkten Zugang zur Nordsee.
Im Frieden von Brömsebro 1645 und dem Frieden von Roskilde 1658 expandierte Schweden nach Süden. Die neu dazu gewonnenen Provinzen behielten ihre angestammten Rechte und Privilegien bei und wurden nach 1721 graduell in den schwedischen Zentralstaat eingegliedert (Blekinge, Bohuslän, Halland, Schonen).

### Nebenländer des Schwedischen Reiches
Die Nebenländer waren Territorien innerhalb des schwedischen Reiches, die zur Krone gehörten, aber nie als Teil des eigentlichen Schweden beziehungsweise als dem Zentralstaat zugehörig betrachtet wurden. Die heutigen Territorien beziehen sich in ihrer Historiographie auf diese Zeit der Fremdherrschaft als die Schwedenzeit.
Baltische Nebenländer
Zwischen 1561 und 1629 eroberte Schweden mehrere Provinzen an der östlichen Ostseeküste. Alle Eroberungen gingen 1721 verloren.
- Schwedisch-Estland
- Schwedisch-Livland
- Schwedisch-Ingermanland

Kontinentale Nebenländer
Nach dem Dreißigjährigen Krieg im Westfälischen Frieden von 1648 gewann Schweden weitere Provinzen auf dem Territorium des Heiligen Römischen Reiches. Bis 1815 gingen alle Territorien wieder verloren.
- Bremen-Verden
- Schwedisch-Pommern
- Schwedisch-Wismar

## Bevölkerung
Das schwedische Reich wies im 17. Jahrhundert eine hohe Kohäsion und Geschlossenheit der gesellschaftlichen Schichten auf. Anders als in Mitteleuropa in diesem Zeitraum waren das Städtenetz und die Stadtstrukturen im schwedischen Reich schwach entwickelt, was die Vereinigung der Kräfte von Bauern und Bürgern gegen die Zentralgewalt verhinderte. Auch der Adel war zum größten Teil in der Regierung oder dem Armeedienst integriert. Konfessionell war das Reich homogen, wodurch Glaubenskonflikte fehlten und das Land leicht zu regieren war. Die schwedische Gesellschaft der Frühen Neuzeit besaß die Fähigkeit zum gegenseitigen Dialog; dies und die gesellschaftliche Kontrolle durch den Staat verringerten die Wahrscheinlichkeit von Aufständen gegen die Zentralgewalt.

### Demographie
Die Gesamtbevölkerung des Reiches betrug 1620 1,25 Millionen Einwohner. 1660, zum Zeitpunkt der größten territorialen Ausdehnung, zählte das Schwedische Reich bereits 2,5 Millionen Einwohner. Schweden hatte damit seine Bevölkerung in 40 Jahren maßgeblich durch Eroberungen verdoppeln können.
Das Bevölkerungszentrum des Schwedischen Reichs lag in Mittel- und Südschweden. Weitere dichtbesiedelte Gebiete waren die deutschen Besitzungen. Große Teile des Landes dagegen waren nahezu menschenleer.
- 1697 betrug die Bevölkerung von Schweden 1,376 Millionen Einwohner.[8]
- Finnlands Bevölkerung im 17. Jahrhundert betrug 350.000 Einwohner.[9]
- Die Bevölkerung von Schwedisch-Estland wird 1698 auf 280.000 Einwohner geschätzt.[10]
- Die Provinz Schwedisch-Livland hatte in der zweiten Hälfte des 17. Jahrhunderts eine Bevölkerung von 142.000 Letten.[11]
- In Schwedisch-Pommern lebten um 1700 schätzungsweise 100.000–150.000 Menschen. Bremen-Verden wird um die 100.000 Menschen gezählt haben.
- In ganz Schwedisch-Ingermanland lebten 1664 gerade 15.000 Menschen. Karelien wird ebenso nahezu unbewohnt gewesen sein.

### Städte und urbane Zentren

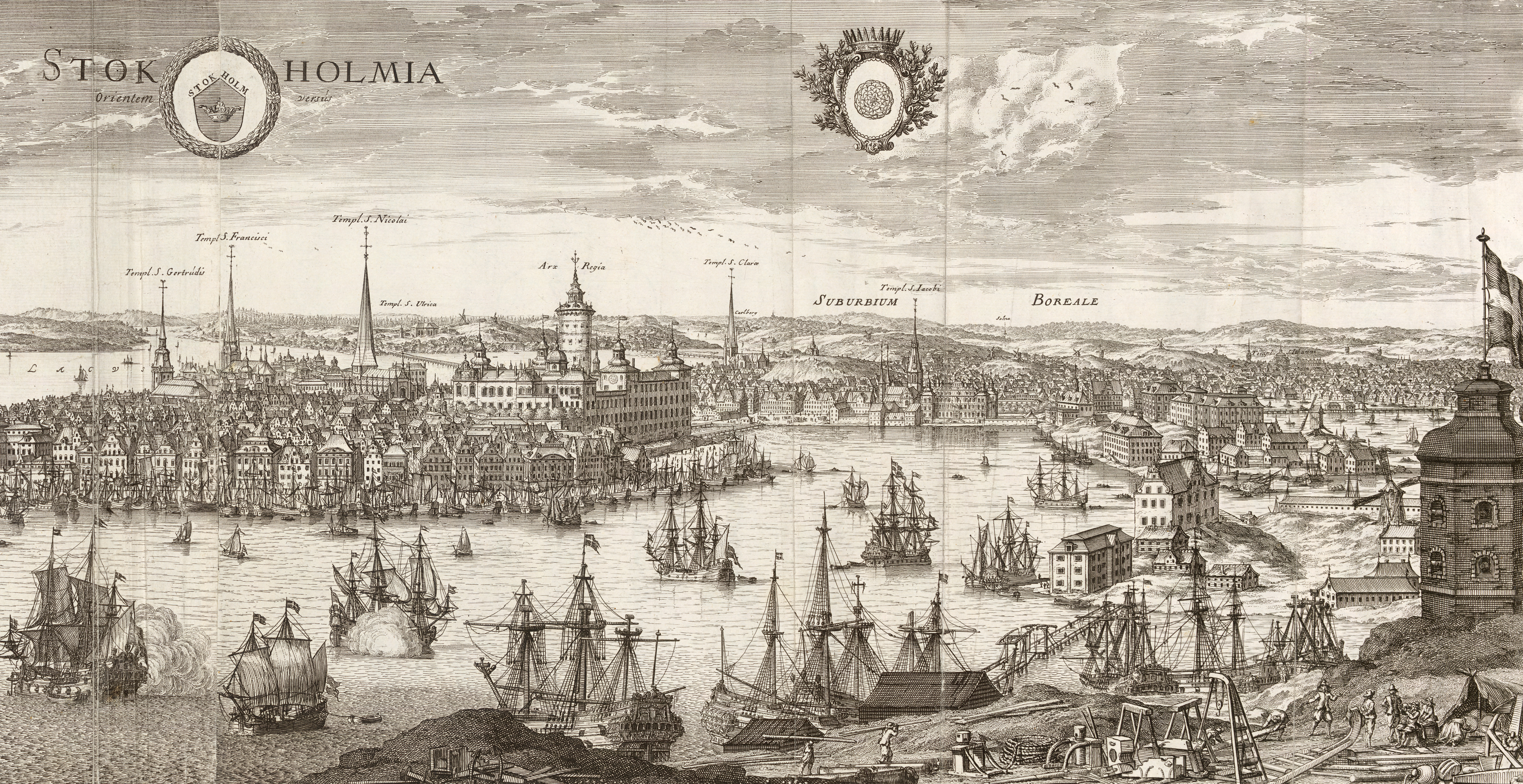
Detail eines Stichs von Stockholm von Suecia antiqua et hodierna, Erik Dahlberg und Willem Swidde, 1693. Im Vordergrund Spitze von Kastellholmen neben den königlichen Werften auf Skeppsholmen

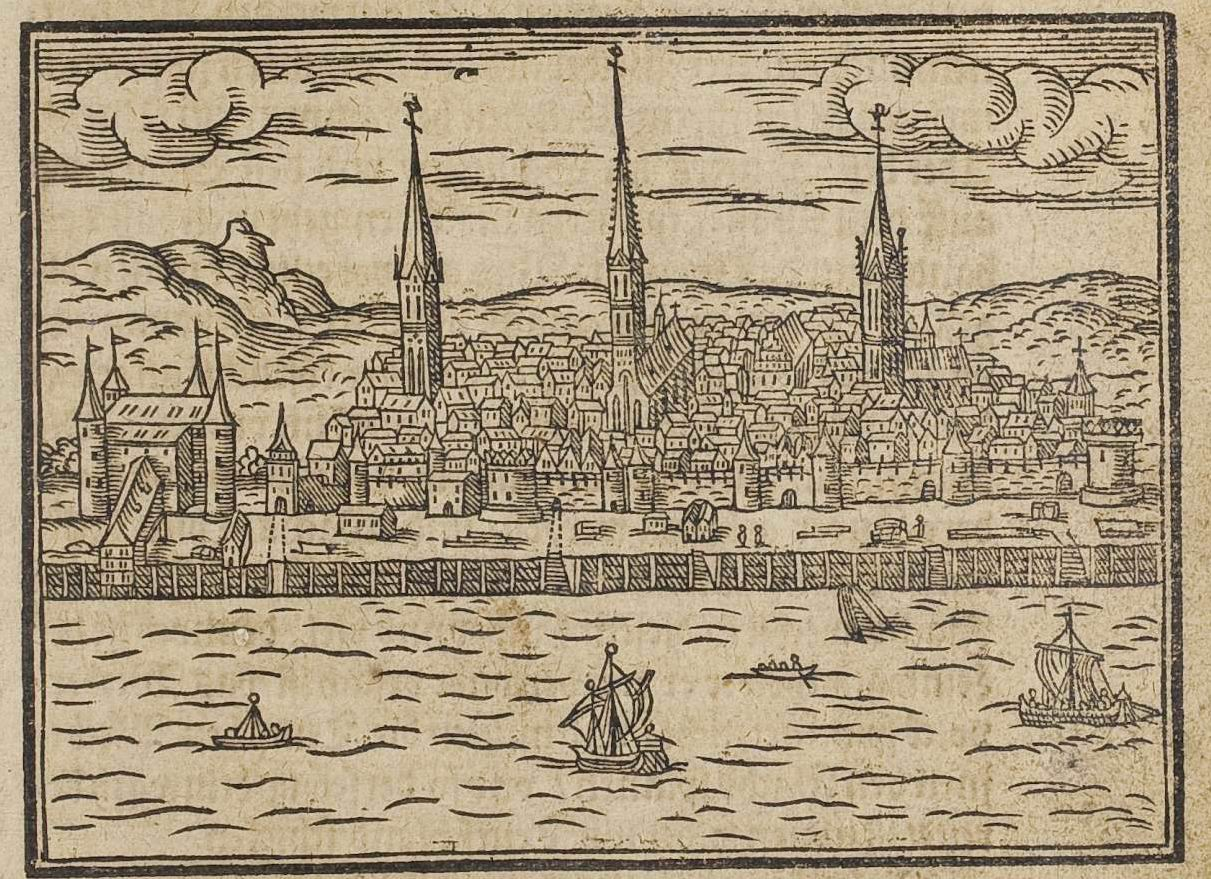
Ansicht Rigas am Anfang des 17. Jahrhunderts

Das Schwedische Reich war ein gering urbanisiertes Land und die wenigen Städte hatten eine verhältnismäßig geringe Bevölkerung. Stockholm, das im 17. Jahrhundert ein groß angelegtes Urbanisierungsprogramm erlebte, war mit 55.000 Einwohnern um 1690 die mit Abstand größte Stadt im Reich, gefolgt von Riga auf der anderen Seite der Ostsee. An der Ostsee lagen auch die weiteren größeren Städte. Im Vergleich zu den schwedischen Städten erreichten die nicht-schwedischen Ostseeanrainerstädte für damalige europäische Verhältnisse große Bevölkerungszahlen. So hatte Danzig 80.000 Einwohner im 17. Jahrhundert, Königsberg erreichte um die 50.000 Einwohner. Rostock hatte um die 8000 Einwohner, Lübeck um die 30.000 Einwohner und Flensburg erreichte 6000 Einwohner. Kopenhagen hatte ebenso viele Einwohner wie Stockholm.
Mit der Urbanisierungsphase im späten 17. Jahrhundert verbesserten sich die Stellung und das Ansehen der Städte, ausgenommen Stockholm und Gotenburg, kaum. Die meisten Landbewohner deckten ihren wirtschaftlichen Eigenbedarf nicht durch Gewerbe und Handel aus den Städten, sondern durch den hohen Überschuss aus Landwirtschaft und eigenem Landgewerbe. Das strenge Handelsrecht und der Güteraustausch mit anderen Städten und Ländern reichten nicht aus, um eine stabile Grundlage für das Wachstum der alten und neuen Städte in Schweden zu ermöglichen.
Es war nicht unüblich, dass der Anteil der Handwerker an der Stadtbevölkerung zwischen 20 und 40 Prozent lag. Daraus lässt sich schließen, dass die Gesellschaft in Schweden im Gegensatz zu jener in deutschen Städten wie Stettin oder Lübeck durch ein schwaches Bürgertum gekennzeichnet war. Siedlungen und Dörfer in Schweden kennzeichneten sich meist durch eine Ansammlung von Höfen freier Bauern und den Grundbesitz des Landadels aus. Deutliche Unterschiede zwischen dem städtischen und bäuerlichen Leben gab es kaum.
Die größten Bevölkerungszentren des Schwedischen Reiches um 1700 waren:
Schweden und Finnland
Schweden (80) und Finnland (20) hatten zusammen 100 städtische Siedlungen aufzuweisen, von denen um 1700 nur eine mehr als 10.000 Einwohner aufwies. Zehn Prozent der Bevölkerung lebten in diesen 100 städtischen Siedlungen. Das waren um die 150.000 Menschen. Die ungefähre Durchschnittsgröße einer Medianstadt hat zwischen 1300 und 1500 Einwohner gelegen. Von der Mitte des 16. Jahrhunderts bis zur Mitte des 17. Jahrhunderts wurden 40 neue Städte in Schweden gegründet. In Finnland kamen im gleichen Zeitraum 13 neue Städte dazu.
- Mehr als 10.000 Einwohner: Stockholm
- Mehr als 5000 Einwohner: Göteborg, Karlskrona, Falun, Norrköping, Uppsala, Åbo

Ingermanland, Estland und Livland
Die Hauptorte von Ingermanland waren Festungsorte, Nyenschanz und Nöteborg, die weniger als 1000 Einwohner aufwiesen. Livland und Estland hatten dagegen insgesamt zwei dominante Städte aufzuweisen, die gleichzeitig eine überregionale Bedeutung für Handel und Verkehr hatten.
- Mehr als 10.000 Einwohner: Riga, Reval
- Mehr als 5000 Einwohner: keine
- sonstige urbane Zentren: Narva, Dorpat

Schwedisch-Pommern, Bremen-Verden und Wismar
Die norddeutschen Besitzungen waren für skandinavische Verhältnisse dicht besiedelt, so finden sich in den Provinzen mehrere urbane Zentren und insgesamt 26 Städte. Schwedisch-Pommern besaß insgesamt 22 Städte. Für Schweden war Stralsund aufgrund seiner guten Verteidigungsposition und der Nähe zum schwedischen Festland von großer militärisch-strategischer Bedeutung und diente als Eintrittspforte für die militärischen Interventionen auf deutschem Territorium. Wismar galt um 1700 als stärkste Festung Europas. Außer Stade gab es in Bremen-Verden lediglich zwei weitere Städte: Buxtehude und Verden, die nur lokale Bedeutung hatten.
- Mehr als 10.000 Einwohner: Stettin
- Mehr als 5000 Einwohner: Stralsund
- sonstige urbane Zentren: Greifswald, Anklam, Stade, Verden, Wismar

### Bildung
Neben den von der Kirche unterhaltenen Schulen förderte Gustav II. die Errichtung von Schulen, in denen die Naturwissenschaften und die Staatskunst im Vordergrund standen; allerdings war der kirchliche Einfluss auch in diesen Schulen weiterhin stark. Die zur Zeit von Königin Christina 1649 verfasste Schulordnung war eine bedeutende Neuerung, aber ihre Realisierung scheiterte an fehlenden finanziellen Mitteln. Die Schulen wurden in vierklassige Elementarschulen unterteilt, die in jeder Stadt eingerichtet werden sollten. Die Schulordnung sah weiterführende, ebenfalls vierklassige Gymnasien vor. Die Elementarschulen führten auf die Gymnasien hin und über die Hälfte ihrer Unterrichtsstunden gehörte dem Lateinunterricht. Das erste Gymnasium Schwedens entstand 1623 in Västerås. Bis 1649 folgten elf weitere Gründungen. Danach stagnierte ihre Zahl bis zum Ende der Großmachtzeit in Schweden. Der Analphabetismus nahm deutlich ab.
Universitäten
Um 1700 gab es im schwedischen Reich folgende Universitäten:
- Universität Greifswald
- Universität Uppsala
- Universität Lund (seit 1666)
- Academia Gustaviana in Dorpat (seit 1632)
- Akademie zu Turku (seit 1640)

### Soziale Strukturen
Das 17. Jahrhundert in Schweden war einerseits von einer relativen Stabilität der sozialen Strukturen geprägt, wie sie aus dem Mittelalter ererbt worden waren; andererseits setzte der zentralisierende und vereinheitlichende, zum Absolutismus strebende schwedische Staat soziale Wandlungsprozesse in Gang, die zur Entstehung neuer Gruppen und Schichten führten. Dazu zählten das Offizierskorps und die Beamten des größer werdenden Verwaltungsapparates.
- Die Offiziere befanden sich im Zentrum eines immensen Verteilungssystems, da der schwedische Staat am Ende des 17. Jahrhunderts einen unproportional großen Anteil der gesellschaftlichen Ressourcen für die Kriegsführung vorsah. Damit wurde auch die militärische Elite vom Staatsapparat sozial begünstigt und wuchs quantitativ.
- Da der Staatsapparat im Laufe des 17. Jahrhunderts wuchs, mussten vermehrt Personen anderer Gesellschaftsschichten geadelt werden, um die Standesanforderungen, die mit dem Staatsdienst verbunden waren, erfüllen zu können. Damit wuchs ab der zweiten Hälfte des 17. Jahrhunderts bis etwa 1720 in Schweden ein relativ armer Amtsadel heran, der im Verhältnis zu vielen anderen Ländern ökonomisch vom Staatsdienst abhängiger war.

Vor allem war Schweden im 17. Jahrhundert ein Land der Bauern. Mehr als 90 Prozent der Bevölkerung lebte auf dem Land und von der Landwirtschaft. Leibeigenschaft oder andere unfreie Formen der Bindungen an adelige Grundherren haben in Schweden nie bestanden. Dass zuletzt auch die Bauern als vierter Stand im Reichstag vertreten waren, war in Europa einzigartig. Mehr als ein Drittel des Grundbesitzes war in der Hand freier Bauern. Die Bauern waren trotz der äußerst hohen Belastung durch die Aushebungen in der Lage, die Produktivität durch die Anpassung der eigenen Wirtschaft an die Bedingungen der Kriegszeiten zu steigern, was zu einem wirtschaftlichen Aufschwung und einem Bevölkerungswachstum zum Ende des 17. Jahrhunderts führte.
Die geringe Urbanisierung und die verhältnismäßig schwache Stellung der Städte reduzierte die soziale, wirtschaftliche und politische Stellung des Bürgertums. Die Elite unter den Bürgern war fast immer mit dem Eisen- und Kupferhandel verbunden, die meisten von ihnen wohnten in Stockholm. Die Städte erhielten von der Krone keine reichsweiten Privilegien aufgrund ihrer historisch gewachsenen Rechte. Vielmehr bestätigte der Monarch das partikulare Freiheitsrecht jeder einzelnen Stadt. Das schwedische Stadtrecht stammte aus dem 14. Jahrhundert und vereinheitlichte die städtischen Freiheiten größtenteils. Der Stockholmer Bürgermeister wurde der Sprachführer des Bürgerstandes. Dieser stellte seit 1650 80 bis 100 Mitglieder im Reichstag.
Der Adel, der 1612 umfassende Privilegien bekommen hatte, hatte das Monopol auf allen höheren Ämter. Gleichzeitig war diese Standesgrenze durchlässig, sodass sich die Anzahl der Adligen durch Neuadelungen im 17. Jahrhundert verfünffachte. In den Ostseeprovinzen erhielten Adelige große Landbesitzungen, auf denen groß angelegte, geldwirtschaftlich orientierte Güter- und Manufakturwirtschaft betrieben
werden konnten. Der Adel hatte dadurch seinen Grundbesitz im 17. Jahrhundert verdreifacht. Die Krone verwandte viel Energie darauf, die Macht des Adels zu begrenzen. Jegliche
Versuche des Adels, die Macht des Reichsrates wiederherzustellen schlugen bis in die 1630er Jahre fehl. Erst nach dem Tod von König Gustav II. Adolf (1611–1632) im Jahr 1632 und wegen der anfänglichen Unmündigkeit seiner Nachfolgerin Königin Christina I. (1632–1654) konnte der Hochadel 1634 eine neue Verfassung etablieren. Mitte des 17. Jahrhunderts war die Macht des Adels in Schweden auf ihrem Höhepunkt angelangt. Der Adel war nun die einflussreichste Schicht in der frühmodernen Klassengesellschaft Schwedens. Unter dem Druck der finanziellen Sanierung des Haushaltes kam es auf den Reichstagen von 1680 und 1682 zu einer Entmachtung des schwedischen Hochadels, dessen Güter teilweise von der Krone eingezogen wurden. Damit wollte sich die Krone auch von der wirtschaftlichen und politischen Einflussmöglichkeit der großen Geschlechter des Reiches befreien. Erst die sogenannte Reduktion (Rückführung) am Ende des 17. Jahrhunderts brachte zahlreiche ehemalige Domänengüter wieder in die Hand der Krone. Am Ende verfügte der Staat im Durchschnitt wieder über zwei Drittel aller Güter des Reiches. Die verschwindend geringen staatlichen Einkommen aus den Lehensgütern in den Ostseeprovinzen vor der Reduktion wurden nach der Einziehung der Güter in Pachtentgelte verwandelt, die ein Drittel der gesamten Reduktionseinkommen im schwedischen Reich ausmachten. Diese enorme Ressource konnte die Krone jetzt für die akuten Notwendigkeiten und lange vernachlässigten Bedürfnisse einsetzen.

### Ethnien
Der schwedische Staat beschritt seit dem Anfang des 17. Jahrhunderts den Weg zu einem multiethnischen Reich. Es lebten neben Schweden vor allem Finnen, Esten, Letten, Samen und Deutsche auf dem Gebiet des Schwedischen Reiches. Dazu kamen noch in geringerer Zahl Dänen, Norweger, Liven, Karelier, Woten, Ischoren, aschkenasische Juden und Roma.

### Religion

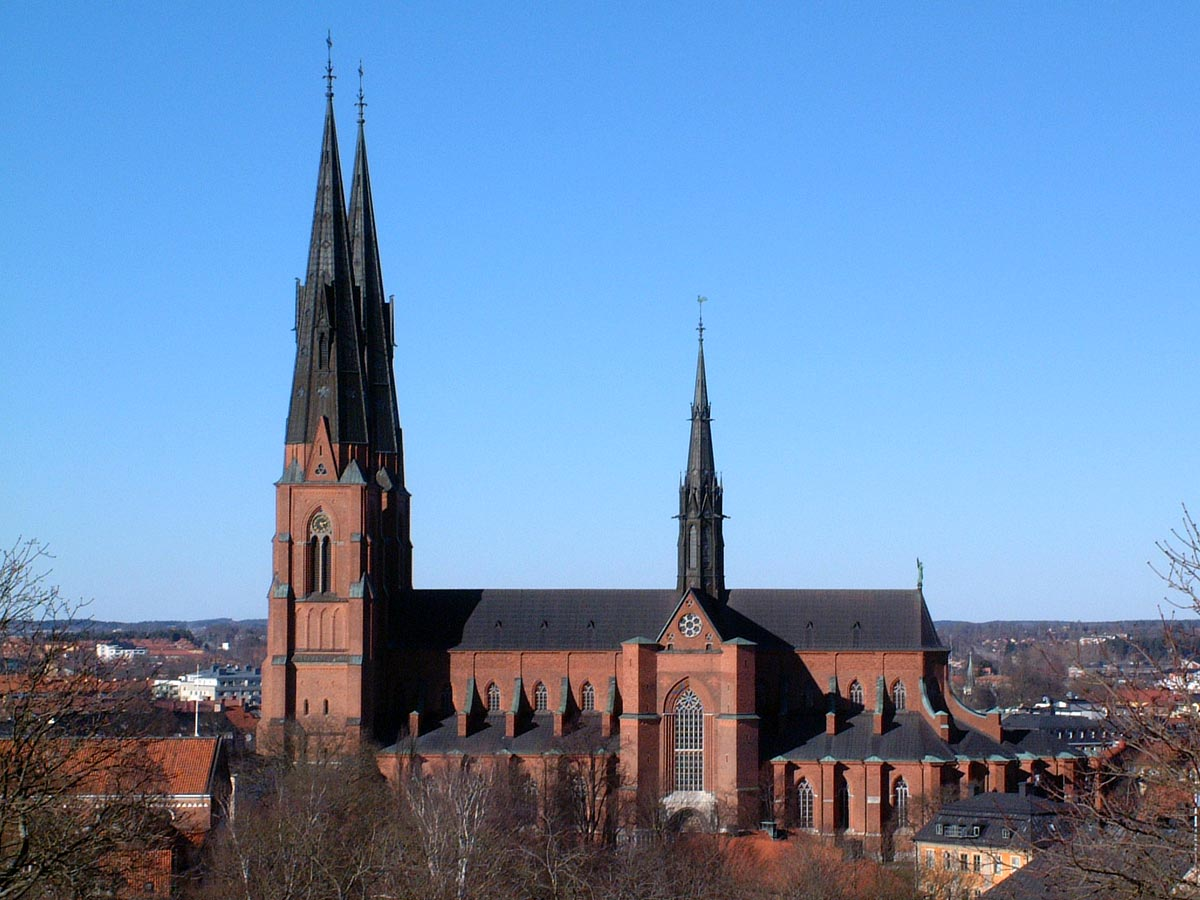
Der Dom zu Uppsala, Sitz des evangelisch-lutherischen Erzbischofs von Schweden

Fast alle Einwohner waren Mitglieder der schwedischen Lutherischen Kirche. Die Schwedische Kirche war die Staatskirche Schwedens. Im 17. Jahrhundert setzte sich die Lutherische Orthodoxie vollends durch, während der Pietismus nur wenig Wurzeln schlug. Die Kirche fand zu jener Zeit allmählich wieder zu ihrer alten Stärke zurück und entwickelte sich zu einem festen Stützpfeiler der Zentralgewalt. Allerdings achtete sie streng auf die Einhaltung der reinen christlichen Lehre.

### Migration
Die Einwanderung von ausländischen Fachkräften und der Strom ausländischen Kapitals vor allem aus den Niederlanden und aus dem Heiligen Römischen Reich wurden aktiv durch den Staat gefördert. Berühmte Migranten in Schweden waren zum Beispiel Louis De Geer, Alexander Erskein, Robert Graf Douglas, John Hepburn und Alexander Leslie, 1. Earl of Leven.

## Wirtschaft

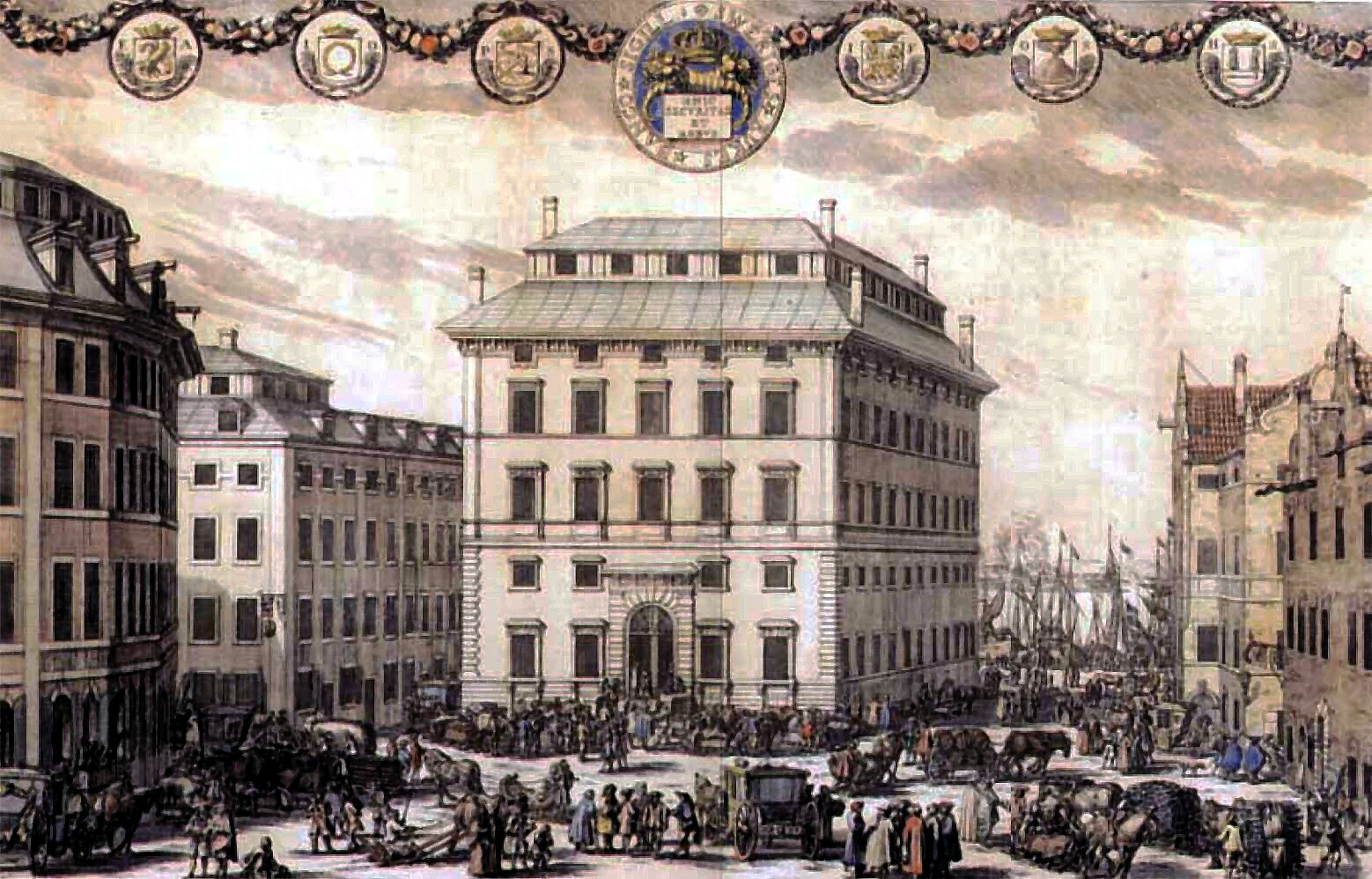
Sodra Bancohuset von 1691, Sitz der Schwedischen Reichsbank

### Wirtschafts- und Finanzpolitik
Die Großmachtstellung stellte die schwedische Wirtschaft auf eine bis dahin nicht dagewesene Probe. Die schwedische Administration versuchte den Bedarf an Geld durch Befolgung der Prinzipien des Merkantilismus zu decken. Zur Vergrößerung der Edelmetallreserven wurde mehr exportiert als importiert, um eine für das Gesamtreich positive Handelsbilanz zu erreichen. Dafür wurden in den Ostseehäfen unter schwedischer Herrschaft hohe Zölle auf die importierten Waren aus den Nachbarländern erhoben. Dies galt als sichere Einnahmequelle für Schweden, stellte für die betroffenen Staaten jedoch erhebliche Nachteile dar. Die schwedische Zollbarriere wurde so zu einer wirklichen Handelsbarriere, trotz der zeitweise steigenden Frequentierung der schwedischen Ostseehäfen. Dementsprechend wuchs die Missgunst der benachbarten Länder gegenüber Schweden. Besonders Russland litt unter der so verfolgten schwedischen Repressionspolitik. Die nördliche Handelsroute über den russischen Hafen Archangelsk versuchte die schwedische Regierung immer wieder zu behindern oder sogar zu zerstören, um einer verminderten Frequentierung ihrer eigenen Handelsplätze entgegenzuwirken.
Der Staat überwachte das Wirtschaftsleben und gestand gewissen Bereichen Monopole zu, um auf diese Weise eine positive Handelsbilanz zu erhalten und um die Eintreibung von Steuern zu intensivieren. Da Geld und Edelmetalle die Grundlage für Reichtum waren, richtete man das Hauptaugenmerk auf Handel und Wirtschaft, während der Haupterwerbszweig des Landes, die Landwirtschaft, ihrem Schicksal überlassen wurde.
Als die Großmacht eine große Armee unterhalten und eine Flotte bauen musste, stieg die Besteuerung an. Zusätzlich zu der Grundsteuer wurden neue, okkasionelle Steuern erhoben, die dann aber dauerhaft blieben. Der Adel war von neuen Steuern sowie von der Kopfsteuer, welche jede 15- bis 60-jährige Person zahlen musste, befreit.

### Wirtschaftssektoren

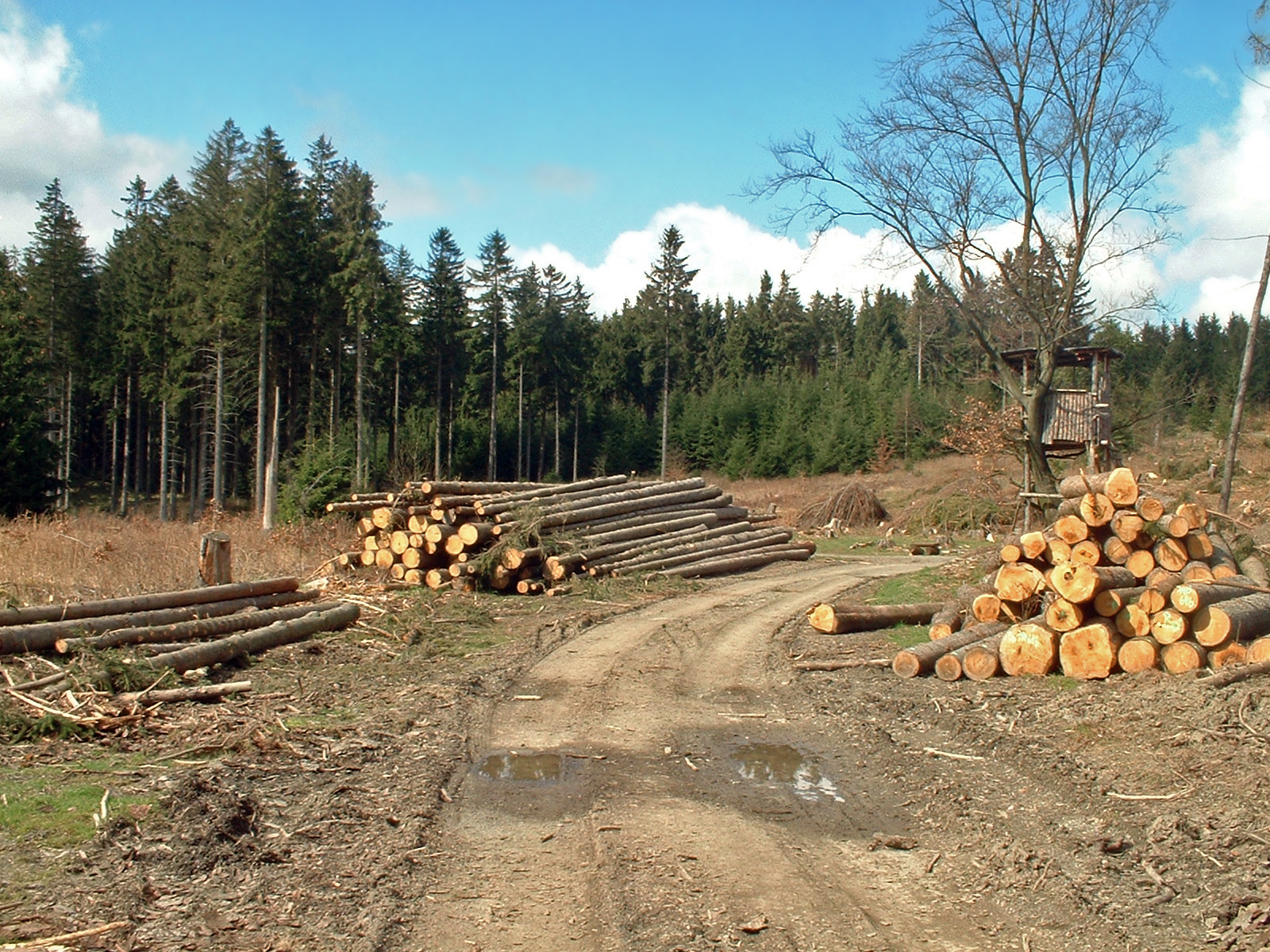
Forstwirtschaft (gebildet) war hinter dem Bergbau der zweitwichtigste wirtschaftliche Sektor

Eine agrarische Überschussproduktion in nennenswerten Umfang fand in Schweden im 17. Jahrhundert nicht statt. Die schwedische Landwirtschaft des frühen 17. Jahrhunderts war geprägt von Kleinbauernwirtschaft und basierte auf Naturalienwirtschaft und war wenig kapitalisiert. Eine großflächige Güterwirtschaft fehlte. Die Landwirtschaftsbetriebe litten unter den ständigen Kriegen und den jährlichen Zwangsaushebungen von Soldaten. Liv- und Estland, die als Produktions- und Ausfuhrregionen landwirtschaftlicher Erzeugnisse galten, befreiten das schwedische Reich von der Abhängigkeit von Getreideeinfuhren und von ausländischen Lebensmittelmärkten. Etwa die Hälfte des gesamten Kornbedarfs im Schwedischen Reich konnten allein von Livland und Estland gedeckt werden.
Profitabel waren dagegen der Bergbau und die Forstwirtschaft, an denen der Staat mit Investitionen und Gewinnen stark beteiligt war. Zudem konnte durch den Zufluss niederländischen Kapitals in den schwedischen Handel und auch in den Bergbau das lokale Wirtschaftsleben angeregt werden; gerade die Entwicklung des schwedischen Bergbaus wäre ohne niederländisches Kapital nicht denkbar gewesen. Schweden wurde in der Folge zum größten Kupferproduzenten Europas. Falun war mit 90 Prozent Anteil am Produktionsaufkommen der dominierende Kupferabbaustandort in Schweden. Auch Eisen und andere kriegswichtige Metalle wurden in staatlichen und privaten Bergwerken gewonnen. Sie dienten einerseits der Ausrüstung der schwedischen Armee andererseits wurden sie ins Ausland exportiert, um Handelsgewinne zu erzielen. Der Anteil der metallischen Erzeugnisse an den Exporten betrug im 17. Jahrhundert etwa 80 Prozent. Der Export von Eisen wurde immer wichtiger. Er wuchs von etwa 11.000 Tonnen Stabeisen in 1640 auf 27.000 Tonnen gegen Ende des Jahrhunderts an. In den Eisenmanufakturen außerhalb der Städte Schwedens fand die Verarbeitung des geförderten Erzes statt. Neben Werkzeugen, Eisengeräte, Hufeisen, Radbeschläge, Kamine und Öfen wurden Harnische, Stichwaffen, Kanonen und andere Handwerksprodukte hergestellt. Während der Großmachtszeit entstanden hunderte von sogenannten Bruks, Industrieorte mit Eisenhütten. In der Rüstungsproduktion war die Firma Finspångs styckebruk mit Produktion in Finspång als der größte schwedische Exporteur von Kanonen bedeutend. Weitere Firmen waren Holmens Bruk, Iggesunds Bruk, die Pulverfabrik Torsebro, Stora Kopparbergs bergslag oder Brattforshyttan. Als Vater der schwedischen Industrie galt Louis De Geer. Weitere florierende Export-Produkte aus der Forstwirtschaft waren Schnittholz, Pech und Teer, das an die Schiffbaubetriebe Hollands und Englands exportiert wurde. Der Staat war bestrebt, das Handwerk und den Handel in den Städten zu konzentrieren, da dort die Überwachung des Erwerbslebens und die Besteuerung einfacher waren.

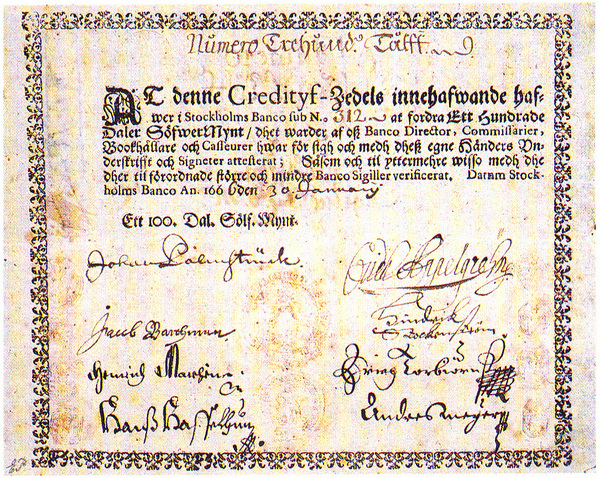
Schwedische Banknote, 1666

### Finanzen
Die erste Notenbank der Welt, die Palmstruch-Bank wurde 1651 errichtet. Weil der Wert dieser ersten Banknoten jedoch nicht konsequent mit Edelmetall gedeckt war, kam es zu einer Entwertung der Noten durch Inflation. Die Reichsbank zu Stockholm ist 1668 errichtet worden. Sie entstand durch die Übernahme der 1656 von Johan Palmstruch gegründeten Palmstruch-Bank oder Stockholms Bank, um einen Konkurs derselben zu verhindern. Zunächst war die Schwedische Reichsbank abhängig von den Beschlüssen des Parlaments. So wurde die Zentralbank im 17. Jahrhundert mehrmals gezwungen für Schweden diverse Kriegsteilnahmen zu finanzieren. Daneben musste die Zentralbank auch eine starke wirtschaftliche Expansionspolitik finanzieren. Das alles endete letztlich in einer hohen Inflation. Die Währung war der Riksdaler, der ab 1604 aufgelegt wurde. Im Juli 1661 wurde in Schweden das erste ungedeckte Papiergeld Europas ausgegeben. Die Münzprägung wurde im Laufe des 17. Jahrhunderts durch die Einführung eines genormten Kupfermünzfußes vereinheitlicht.

## Staatswesen

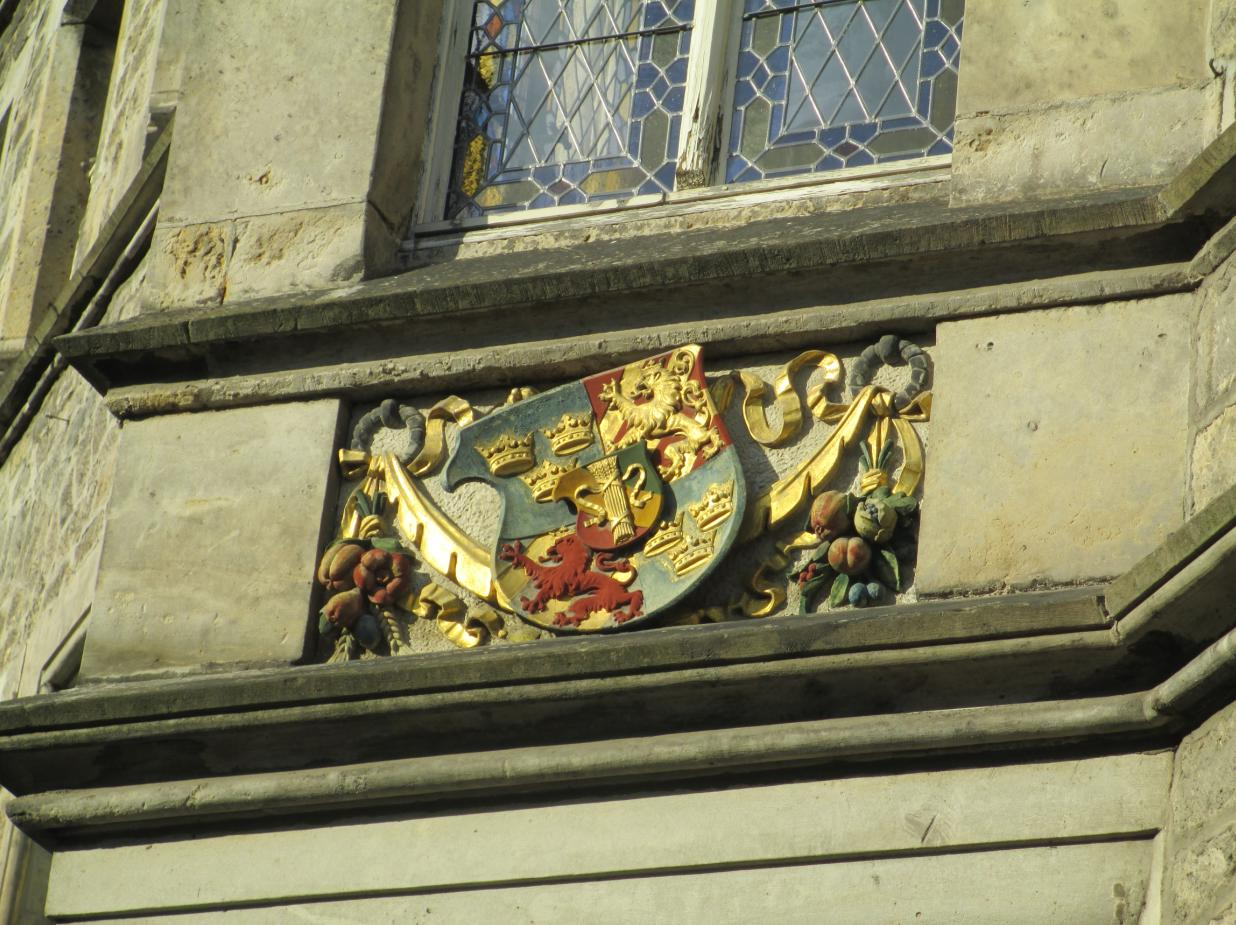
Wappen Schwedens in Lützen, Sachsen-Anhalt

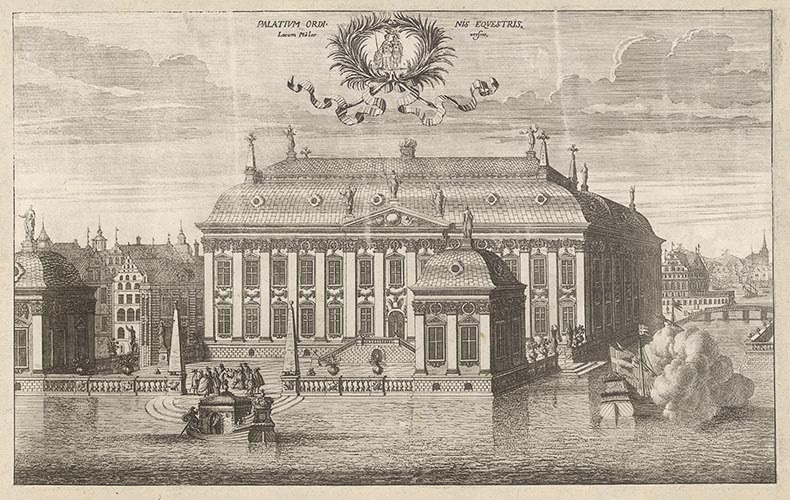
Das Riddarhuset um 1670 bis 1674

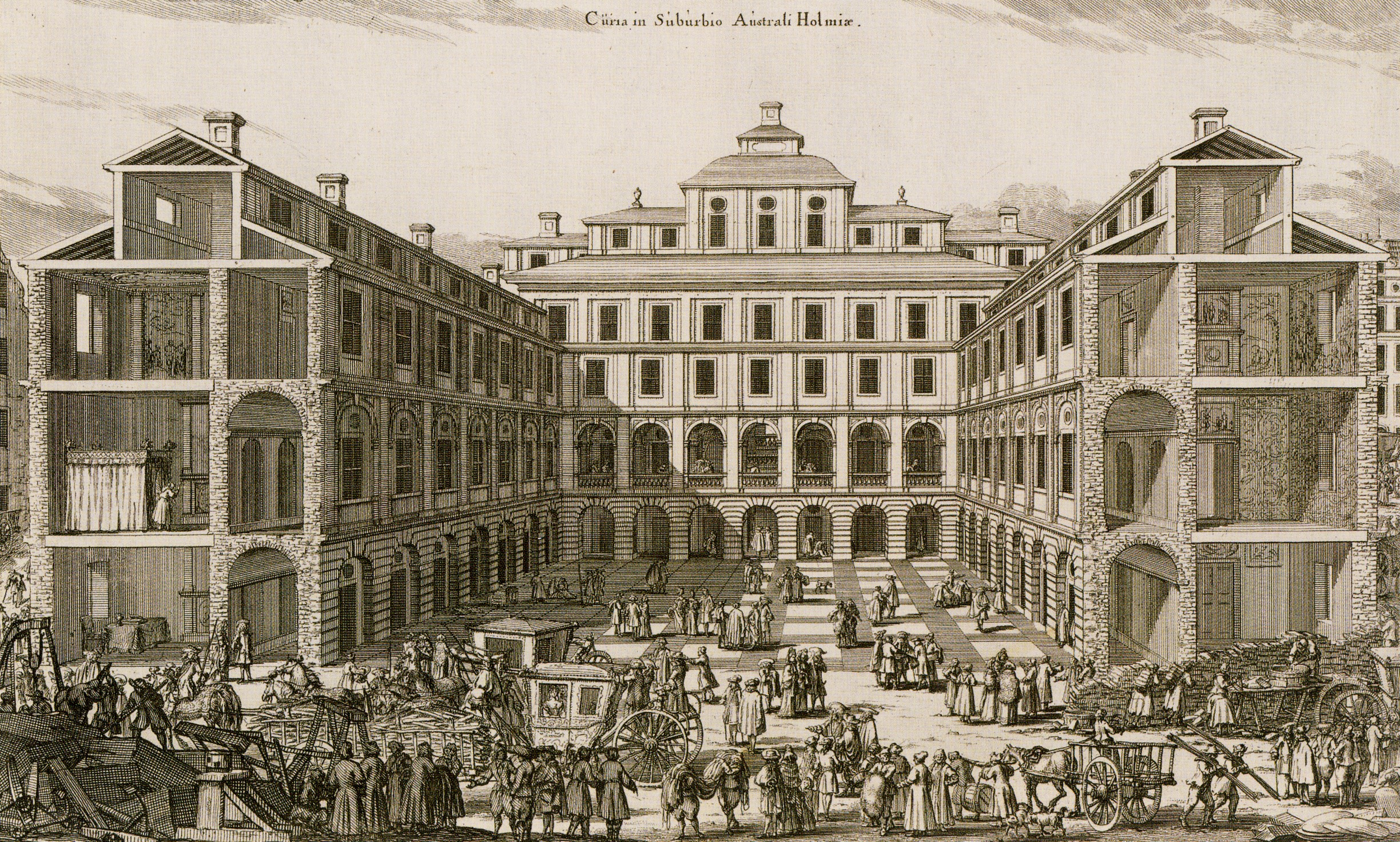
Das südliche Rathaus von 1691, heute das Stockholmer Stadtmuseum

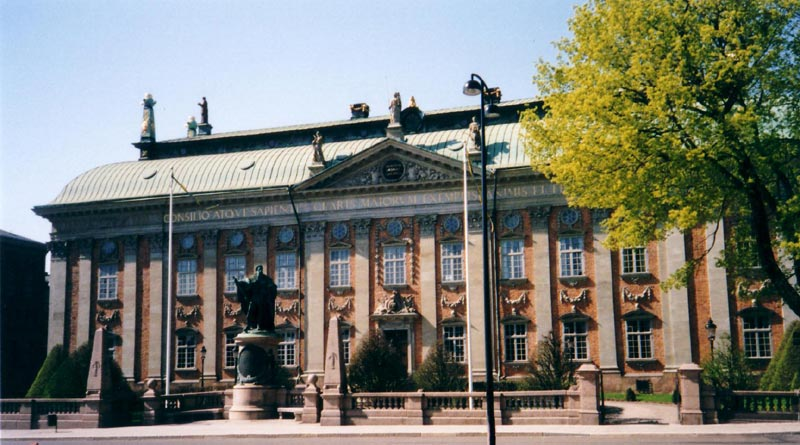
Das Riddarhuset in Stockholm, zwischen 1641 und 1674 als Versammlungshaus des schwedischen Adels errichtet

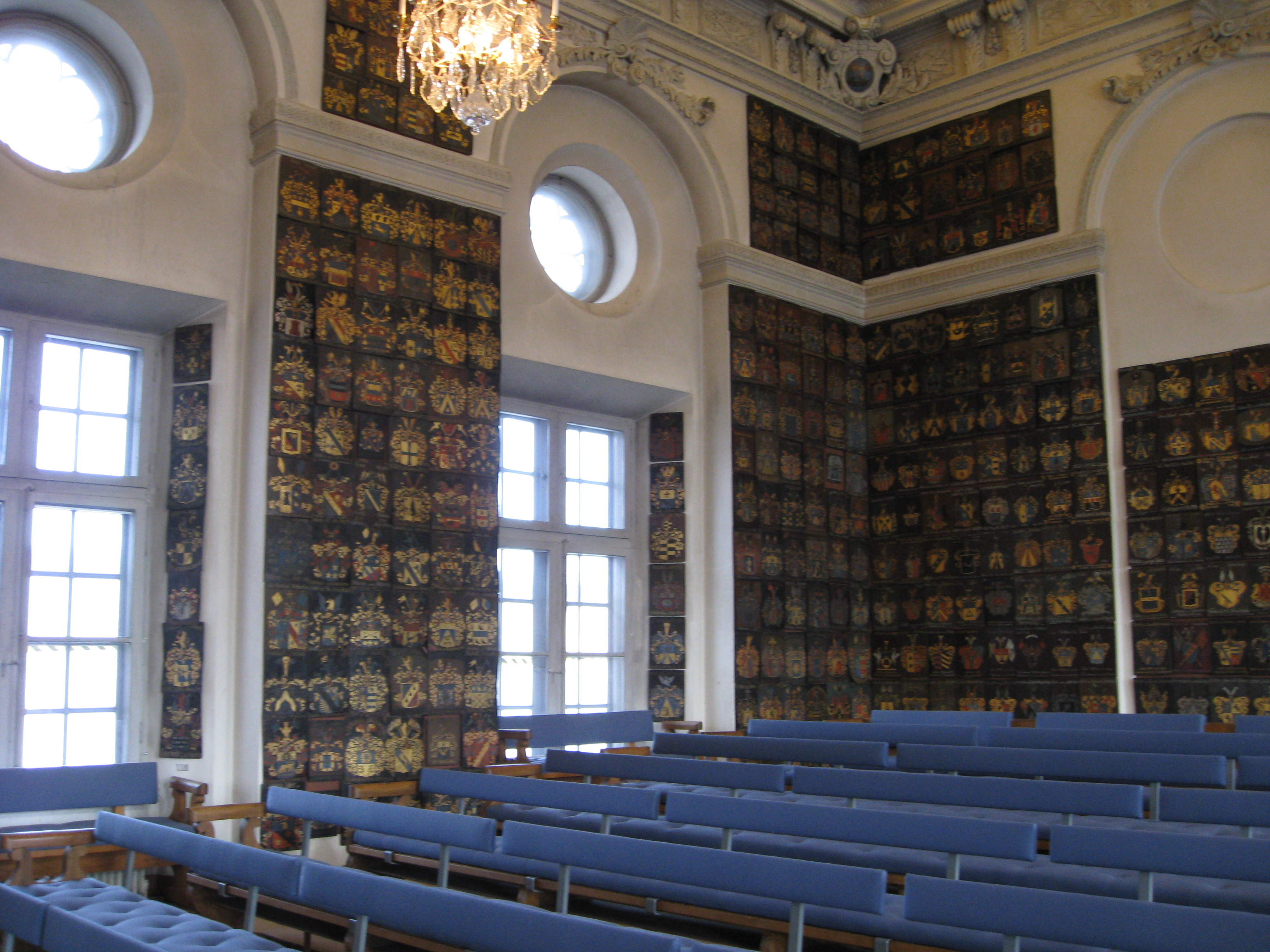
Großer Saal in Riddarhuset mit den Wappenschilden schwedischer Adels an den Wänden

### Gesamtstaat und Zentralstaat
Der frühneuzeitliche europäische Staat war in der Regel ein Konglomerat aus verschiedenen Landesteilen, die ihrerseits über eigene Korporationen und Verfassungen verfügten. Zentrale Klammer bildeten die Krone und die obersten Reichsbehörden. Im Fall des Schwedischen Reiches gab es das eigentliche Schweden, das zur damaligen Zeit aus dem heutigen Schweden bestand. Dies bildete den eigentlichen Zentralstaat, innerhalb dessen die Krone, beziehungsweise der Monarch, eine Art direkten Zugriff besaß.
Die anderen korporativen Kräfte innerhalb des Schwedischen Reiches, vorwiegend ständische und städtische Institutionen und Ritterschaften bildeten die Gegenmacht zur Krone und formten mit ihr den Gesamtstaat. Diese Gegenmächte verfügten über eigene territoriale Grundlagen und waren nur über die Person des Monarchen mit dem Schwedischen Reich verbunden. Sie verfügten ansonsten über weitreichende Autonomien. Dies traf insbesondere auf die Ostseeprovinzen zu. Der schwedische Zentralstaat – das heutige Schweden – war in seiner Herrschaftssouveränität entsprechend eingeschränkt.
Durch politische Reformen verfügte Schweden im 17. Jahrhundert bereits über eine rudimentäre Trennung von Legislative, Judikative und Exekutive.

### Ideologie
Es herrschte das die Großmachtstellung legitimierende Geschichtsbild des Gotizismus und das prägende Selbstbild der Monarchen als „Heerkönige“.

### Königtum
Das schwedische Königtum strebte im 17. Jahrhundert nach der absoluten Herrschaft. Durch zwei Vormundschaftsregierungen des Hochadels von 1632 bis 1644 und von 1660 bis 1672 konnte diese Zielvorstellung hinausgeschoben werden, bis es Karl XI. 1693 schließlich gelang, die absolute Monarchie in Schweden einzuführen.

### Exekutive
Schweden besaß im 17. Jahrhundert eine zeitgemäße Verwaltungsstruktur und leistungsfähige Behörden. Dazu kam es, da das geringe Bevölkerungsaufkommen und die geringe Wirtschaftskraft des Reiches einen leistungsfähigen Überwachungsapparat notwendig machten, der auf das Ansammeln von Ressourcen ausgerichtet war und dessen zentrale Elemente das Militär, die Zentralregierung und die Lutherische Kirche waren. Die Einrichtung dieses Systems erforderte administrative Reformen, neue Behörden und eine große Zahl gut ausgebildeter Beamter.
Maßgeblicher Gestalter der Verwaltungsstrukturen in Schweden in der ersten Hälfte des 17. Jahrhunderts war der Reichskanzler Axel Oxenstierna. Dieser trat für eine umfassende Mitverantwortung des Adels ein, die durch ein starkes Königtum gesichert werden sollte. Er wandelte den Reichsrat von einem nur vorübergehend einberufenen Gremium zur ständigen Regierung um. Am 5. Dezember 1632 übermittelte Oxenstierna die neue „Regierungsform“ Schwedens an den Reichsrat. Am 29. Juli 1634 bestätigte der schwedische Reichstag die neue „Regierungsform“. Sie war kein Grundgesetz oder eine Verfassung, sondern eine Verwaltungsverordnung. Sie stand als Quelle des schwedischen Verfassungsrechts neben dem Landrecht und Königseid, Thronfolgeordnungen und Wahl- oder Bestätigungsbeschlüsse sowie Königsversicherungen. Ihr Status als Rechtsquelle war zunächst nicht fest bestimmt. Es blieb aber letztlich bei der Grundsatzentscheidung von 1634. Als die Regierungsform 1634 angenommen wurde, hatte Oxenstierna das Ziel die königlichen Rechte zu bewahren, die Autorität des Reichsrates zu sichern und die Freiheiten der Stände zu wahren, bei gleichzeitiger Dominanz des Hochadels in der Krone.
Das Dokument enthielt Anweisungen für den Regentschaftsrat, der fünfköpfigen eigentlichen Regierung Schwedens. Demnach sollte die schwedische Verwaltung von fünf kollegial arbeitenden Reichsbehörden geführt werden: 1. Den Hofgerichten zu Stockholm, Åbo, Dorpat und Jönköping, 2. Dem Kriegskollegium, 3. Dem Admiralitätskollegium, 4. Der für Außen- und Innenpolitik zuständigen Kanzlei, 5. dem Kammerkollegium. In der Regierungsform von 1634 wurden die Richtlinien eines Beamtenstaats festgelegt. Damit wurde eine Alternative zu dem vom König gesteuerten Staat geschaffen. Die Verwaltung und die Regierung des Reiches waren vom König unabhängig. Die Macht über das Reich lag stattdessen in den Händen der hohen Reichsämter. Über den König und seine Befugnisse gibt die Regierungsform wenig Auskunft. Auch der Reichstag und der Reichsrat wurden in der Regierungsform zu Nebenfiguren.
Die Statuten über die regionale Verwaltung folgten dem gleichen Muster wie die Regelungen für die Zentralverwaltung. Auch da war die Arbeitsteilung zwischen verschiedenen Behörden und Beamten sehr wichtig. Eng verbunden mit der Regierungsform von 1634 sind auch die neuen Instruktionen für die Landshövding oder Statthalter, die für die regionalen Verwaltungsbezirke (schw. län) zuständig waren. Die neuen Instruktionen wurden 1635 erlassen. Bis zu dieser Zeit sind die Instruktionen nicht einheitlich, sondern für jeden Statthalter unterschiedlich. Durch die Regierungsform wurde das schwedische Reich in Regierungsbezirke (län) eingeteilt. Die lokalen Gemeinschaften hatten Handlungsspielraum und waren nicht völlig der Zentralführung des Machtstaates unterstellt.
Keiner der folgenden Könige fühlte sich an diese Regierungsform gebunden und König Karl XI. (1660–1697) beendete sie im Jahr 1680. Formal wurde die Verfassung im selben Jahr durch den Reichstag aufgehoben. Die verfassungsmäßige Staatsform musste der Alleinherrschaft des Regenten weichen. Er ersetzte den Reichsrat durch einen ihm in allen Belangen untergeordneten Rat. Die Position des Reichstags wurde in den folgenden Jahren ebenfalls geschwächt.

### Judikative
Die Schaffung von insgesamt fünf Hofgerichten im Schwedischen Reich hatte vor allem verkehrs- und kommunikationspraktische Hintergründe.

### Legislative
Die politische Verwaltung Schwedens gliederte sich in Reichsrat und Reichstag. Der in vier Stände gegliederte Reichstag
wurde 1561 zum ständigen Verfassungsorgan. Die vier Kurien, die den Reichstag bildeten, setzten sich aus Bürgern, Bauern, Adligen und Geistlichen zusammen. Den Mitgliedern des Reichstages wurde ein Mitspracherecht für Entscheidungen in Politik- und Glaubensfragen gewährt, wobei die genaue Festlegung ihrer Arbeitsweise im Jahre 1617 erfolgte. Die Mitglieder des Reichsrates dagegen gehörten dem Hochadel an. Durch die Regierungsform von 1634, wurde die Zahl der Mitglieder auf 25 festgesetzt.

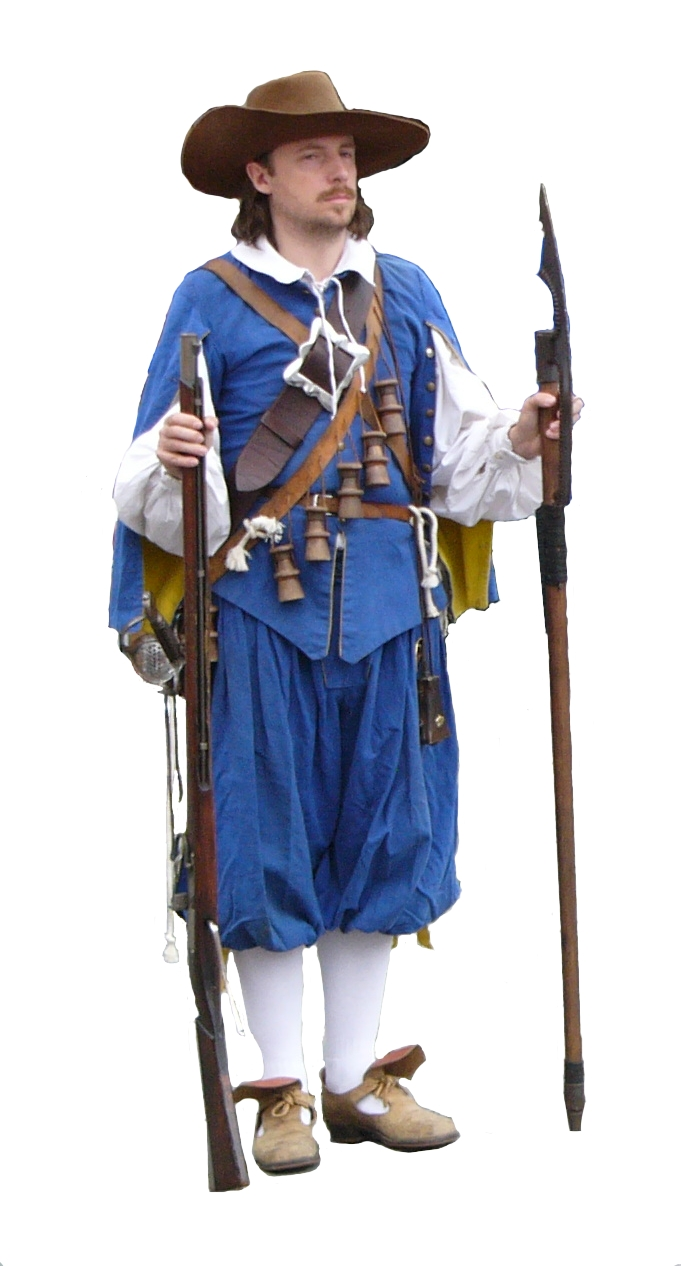
Schwedischer Soldat des Altblau Regiments (1624–1650)

## Sonstiges

### Außenbeziehungen
Schweden war im 17. Jahrhundert in ein französisches Bündnissystem eingebunden, der Barrière de l’Est.

### Verteidigung

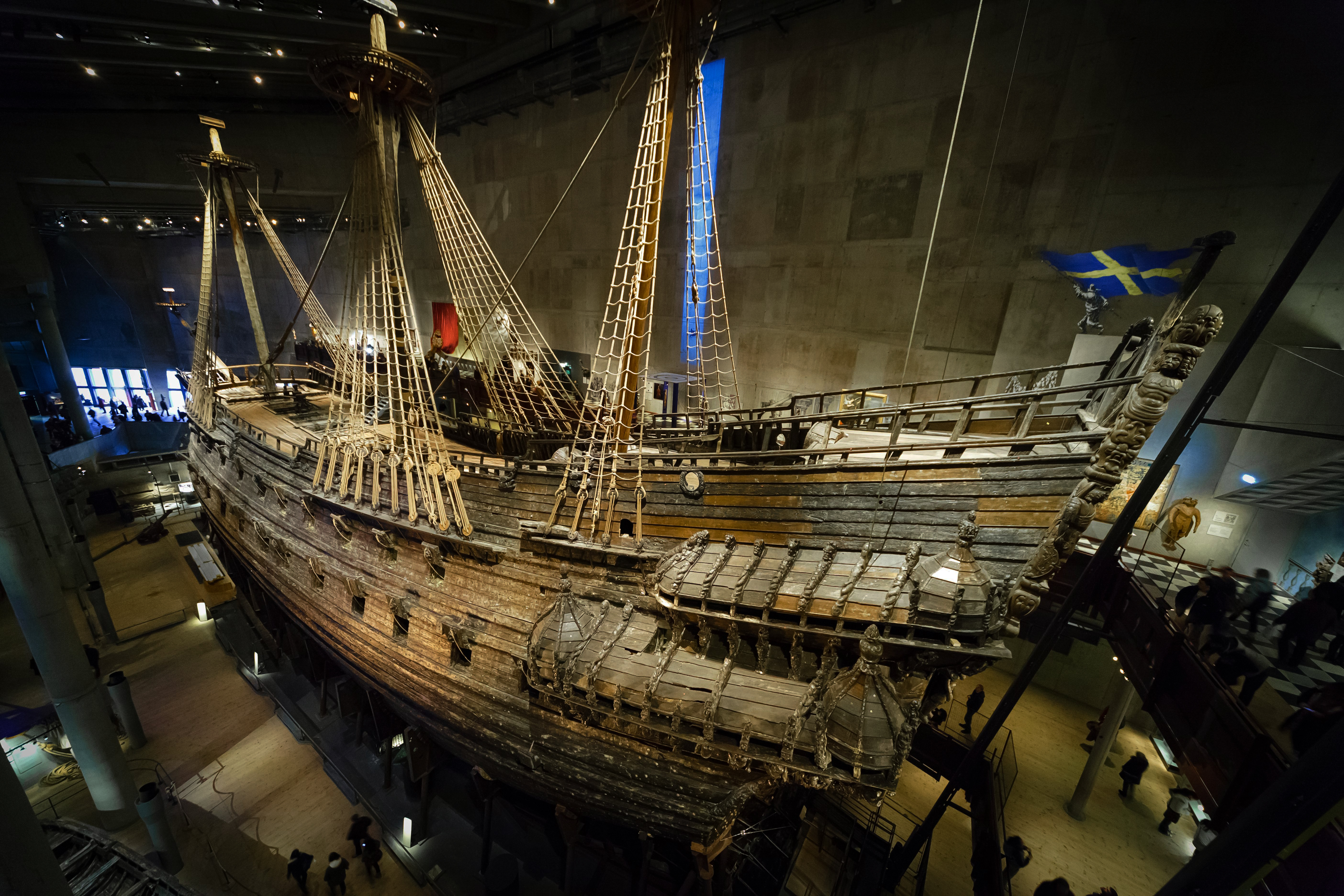
Abbildung der schwedischen Galeone Vasa

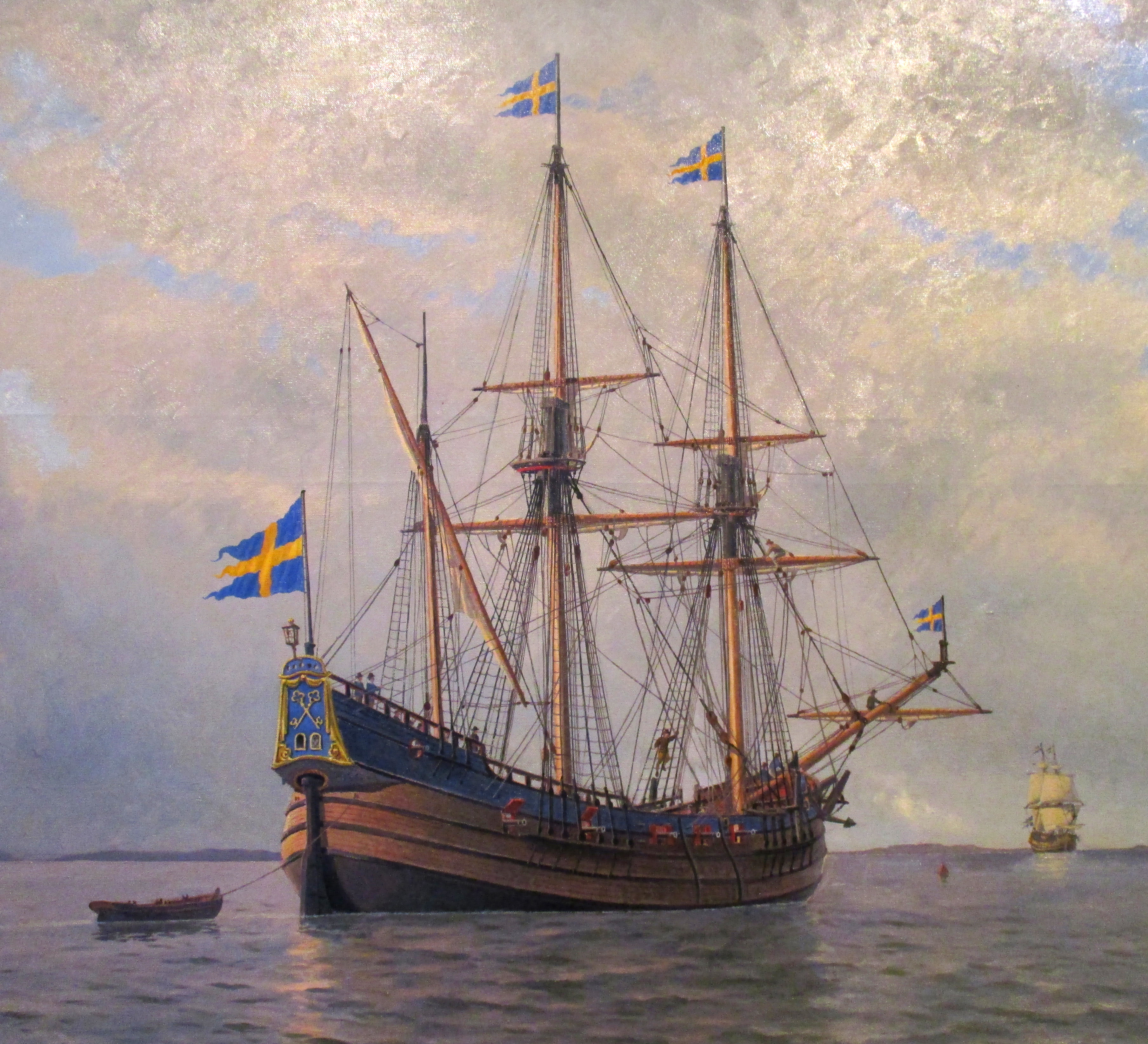
Die Kalmar Nyckel von 1625, Jacob Hägg (1839–1931), 1922

Der Staat Schweden und seine politische Macht waren im 17. Jahrhundert abhängig von einem effizient funktionierenden Militärsystem. Von der Regierungszeit Gustav II. Adolfs bis zu Karl XII. standen immer wieder Heeresreformen, die durch die jeweiligen Kriegssituationen erforderlich waren, im Mittelpunkt der schwedischen Innenpolitik. Bereits nachdem Gustav Adolf 1611 den schwedischen Thron bestiegen hatte, begann man, die Streitkräfte zu modernisieren. Dies führte in den 1620er Jahren zur Bildung sogenannter Provinzregimenter, die aus jeweils einer bestimmten Provinz rekrutiert wurden. 1634 wurde beschlossen, die Armee in acht Kavallerie- und 23 Infanterieregimenter zu unterteilen. Die schwedische Heeresreform unter Gustav Adolf waren eng an die Oranische Heeresreform geknüpft. Besonders die Ideen Johanns VII. von Nassau-Siegen, der selbst in schwedischen Diensten gestanden hatte, prägten die Reformen Gustav Adolfs, die eine Bewaffnung und Ausbildung ausgehobener verpflichteter Einwohner Schwedens vorsah. Es entwickelte sich in Schweden ein Modell der Heeresaufbringung, das sich – anders als in fast allen anderen europäischen Staaten – im Wesentlichen auf die Aushebungen einheimischer Bauern stützte und als Einteilungswerk bezeichnet wurde. Seit der Reform von 1682 war jede der schwedischen Landschaften verpflichtet, jeweils ein Regiment zu unterhalten.
Ganz Schweden war im 17. Jahrhundert von einem Festungsgürtel entlang der zwischen 3000 und 4000 Kilometer langen Landgrenze des Reiches umgeben. Nimmt man alle Territorien zusammen, so schützten über 100 Festungen, Burgen und Schanzen das Schwedische Reich.
1700 verfügte Schweden über 40.000 Liniensoldaten. Dazu kamen noch rund 25.000 Geworbene die vor allem in den Ostseeprovinzen stationiert waren. Die Schwedische Kriegsflotte umfasste 38 Linienschiffe mit annähernd 15.000 Mann Besatzung mit Karlskrona als Flottenbasis. Schweden besaß während beinahe des gesamten 17. Jahrhunderts eine absolute zahlenmäßige, gleichzeitig aber auch qualitative maritime Überlegenheit gegenüber Dänemark-Norwegen.

### Kommunikation, Post, Handel und Verkehr

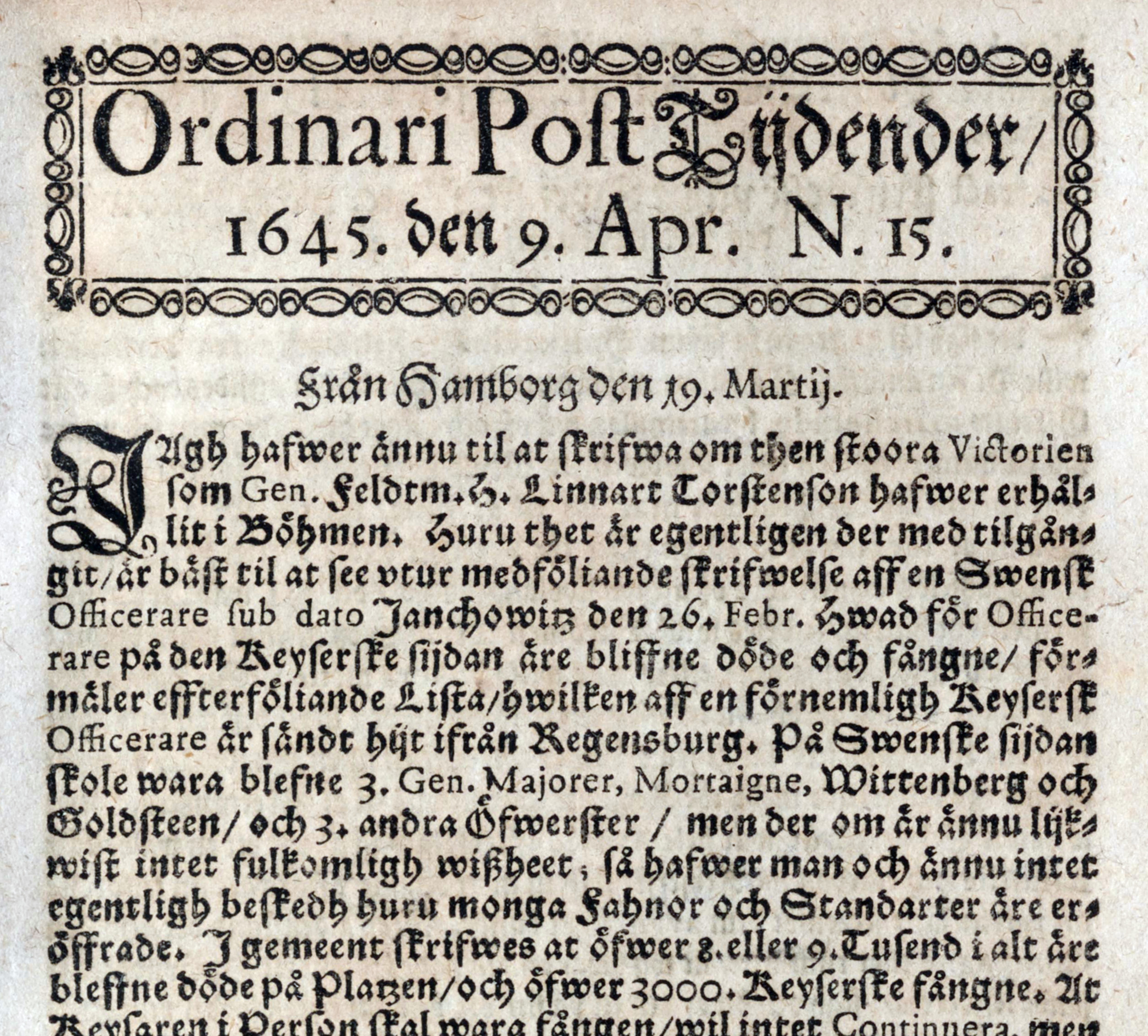
Post- och Inrikes Tidningar no. 15, 9. April 1645.

Nahezu ein Jahrhundert lang beherrschte Schweden große Teile der Ostsee. Die Ostsee fungierte als quasi-schwedisches Binnenmeer. Ermöglicht wurde dies durch den Schutz der schwedischen Kriegsmarine. Reisende gelangten im 17. Jahrhundert mit dem Schiff in alle Reichsgebiete. Die schwedische Post, die Postverket, richtete regelmäßig betriebene Postschifflinien ein.
Der schwedische Ostseehandel wurde noch in der ersten Hälfte des 17. Jahrhunderts von den Niederländern, aber auch von den Engländern kontrolliert. Doch obwohl das Schwedische Reich im Vergleich zu den einkaufenden Niederlanden und Engländern ein ausgesprochener Exportstaat war, war der Transport schwedischer Waren weitgehend Sache der Abnehmer. Schweden produzierte, Niederländer und Engländer transportierten. Die Handelsflotte war um 1600 noch klein und unbedeutend. Gleichzeitig unternahm Schweden große Anstrengungen, durch den Aufbau einer Handelsflotte und durch die Förderung des regionalen Schiffbaus, zum Beispiel in Narva, von den Niederländern und ihren Schiffen unabhängig zu werden. Die schwedische Handelsmarine wurde bedeutender; der Ostseehandel und der Nordseehandel unter Karl XI. wurde von 750 schwedischen Handelsschiffen gestützt. Allerdings war die Ausweitung der Schiffskapazitäten der schwedischen Handelsflotten durch einen einfachen Flaggenwechsel der holländischen Reeder bedingt und nicht durch ein Ansteigen der Schiffsbaukapazitäten in den eigenen Werften. Die Ursache dafür waren die englisch-holländischen Seekriege dieser Zeit. Hauptkonkurrent um die Kontrolle der Handelswege in der Ostsee blieb Dänemark.
Schweden war bis 1636 ohne ein eigenes Postsystem und nur über Dänemark mit Europa verbunden. Bis Ende 1630 waren auch in Livland nach schwedischem Vorbild die Kronbauern zur Beförderung von königlichen Postsachen verpflichtet, seither hatte sich die Gouvernementsverwaltung um die Beförderung zu kümmern. Nach ersten Initiativen der schwedischen Zentralverwaltung zum Aufbau eines mit dem übrigen Reich vereinten Postwesens in den Ostseeprovinzen in den 1620er Jahren lag das provinziale Postwesen schon in der Mitte der 1630er Jahre wieder danieder, weil sich die Ritterschaften weigerten, die entsprechenden finanziellen und personellen Lasten zu tragen. Versuche, es wiederzubeleben und auszubauen, wurden jedoch das ganze 17. Jahrhundert über unternommen. Als Entstehungsjahr eines der Allgemeinheit dienenden schwedischen Postwesen wird der 28. Juli 1636 genannt. König Karl XI. hob das Pachtwesen auf und richtete durch Verordnung vom 7. Januar 1677 die Post als Staatverkehrsanstalt ein. Von nun an wurden die Postverbindungen erheblich verbessert, bald gab es 84 Postanstalten im Lande. 1697 wurde in Stockholm als oberste Postbehörde die Ober-Postdirektion geschaffen.
Die älteste noch heute erscheinende schwedische Zeitung ist die Post- och Inrikes Tidningar, das offizielle schwedische staatliche Amtsblatt, das durchgängig seit 1645 herausgegeben wird. Damit war sie die erste schwedischsprachige Zeitung überhaupt.

### Kultur

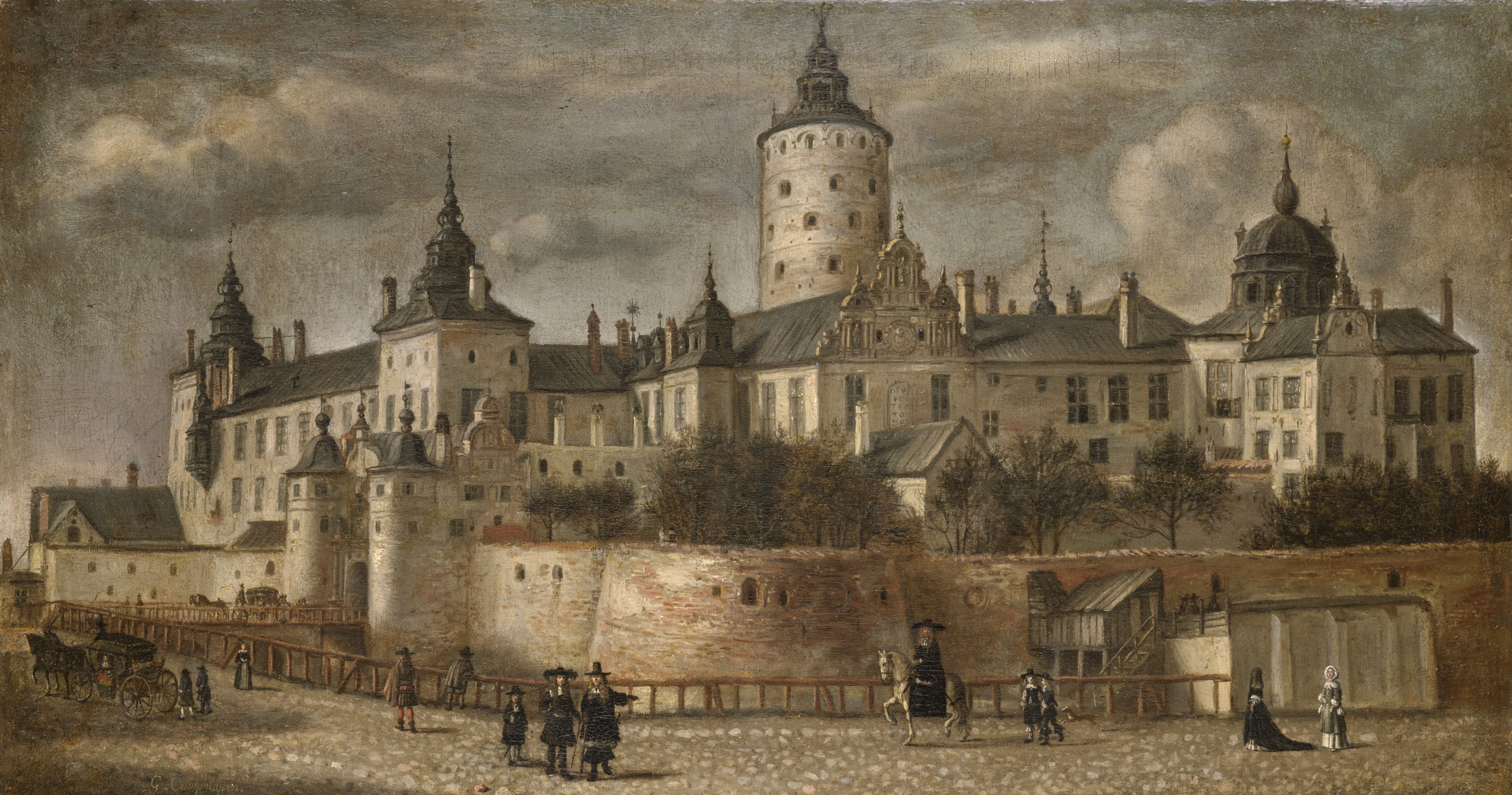
Burg Tre Kronor – Vorgängerbau des Stockholmer Schlosses

Im 16. Jahrhundert war Schweden in kultureller Hinsicht noch eine unterentwickelte Nation. Erst im Zuge der politischen Expansion im 17. Jahrhundert erhielt das Land einen König und einen adligen Stand, die bewusst versuchten, kulturelle Neuigkeiten aus Europa zu übernehmen. Die schwedische Dominanz im Ostseeraum führte zu einem europäischen Kulturimport in Europas Norden. Der kulturelle Aufbau der Monarchie zog eine große Zahl künstlerischer Talente aus den Niederlanden, Frankreich, dem Heiligen Römischen Reich und England an. Zu ihnen zählten unter anderen: Sébastien Bourdon, David Beck, Jürgen Ovens, David Klöcker Ehrenstrahl, André Mollet, Simon de la Vallée, Justus Vingboons, Nicodemus Tessin, Jean Marot und Jürgen Gesewitz.

#### Theater und Literatur
Verglichen mit der Theatergeschichte Deutschlands, Frankreichs oder Englands lassen sich in Schweden bis zur Mitte des 17. Jahrhunderts keine oder nur recht zaghafte Versuche der Entstehung eines professionellen Theaters verzeichnen. Im 17. Jahrhundert war das Theaterleben dennoch rege. Das schwedische Theater wurde aber von Laienspielern getragen. Es gab eine Schul- und Universitätsbühne nach deutschem Muster, die in erster Linie pädagogischen Zwecken diente. Es wurden auch verschiedene höfische Theaterformen gepflegt: Aufzüge, Ringelrennen, Hofballette, Wirtschaften usw. Die Prachtvorstellungen der Höfe dienten vor allem dazu, den jungen schwedischen Aristokraten ein vornehmes Betragen beizubringen. Johannes Messenius schrieb Theaterstücke mit mythischen oder geschichtlichen Themen. Zur gleichen Zeit entstand die schwedische Lyrik mit Gedichten von Lars Wivallius. In der zweiten Hälfte des 17. Jahrhunderts drangen die Ideen der Renaissance in die schwedische Literatur ein (Georg Stiernhielm und Olof Rudbeck der Ältere). Tendenzen des Barocks sind in den Werken von Johan Runius sichtbar.

#### Musik
Bedeutende Hofmusiker der Kungliga Hovkapellet waren: Andreas Düben, Gustav Düben.

#### Baukultur

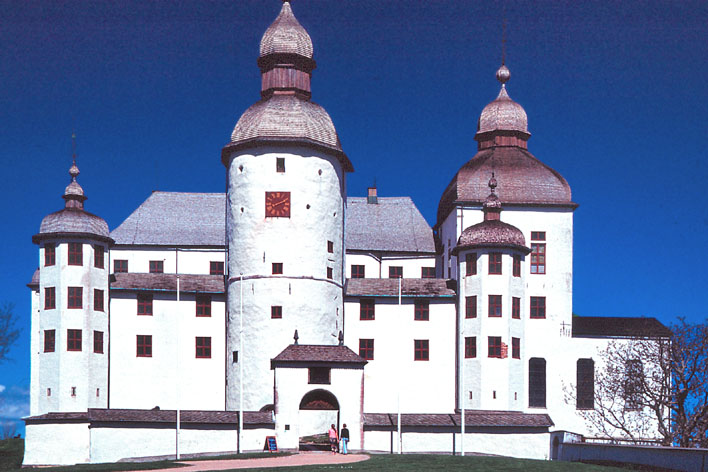
Schloss Läckö

Mitte des 17. Jahrhunderts wurden zahlreiche neue Städte gegründet. Die neuen Städte wie Karlskrona oder Karlshamn wiesen eine schachbrettartige Anordnung der Gebäude um einen zentralen Platz auf. Stadtplanerische Aktivitäten hatten Konjunktur. Jedoch fehlte es Schweden zu dieser Zeit an einer den Ansprüchen als Großmacht entsprechender Baukultur. Die ländliche Baukunst galt als unwürdig und ohne architektonische Höhepunkte, um mit dem erstarkten Selbstwertgefühl einer Nation zu korrespondieren. Auf der Suche nach einem eigenen nationalen Stil wurden traditionelle Formen vernachlässigt und durch seinerzeit moderne Auffassungen von Architektur und Stadtplanung eklektiziert. Die Architektur in Schweden war nicht mehr ablesbares Indiz für eine historische gewachsene Entwicklung, sondern wurde im 17. Jahrhundert Ausdrucksmittel für die Glorifizierung von Gott, König und Staat.
In Schweden wurde dem Festungsbau den Vorrang im späten 17. Jahrhundert gegeben. Architekten wie Simon de la Vallée und Nicodemus Tessin verwirklichten in Stockholm, vor allem in kirchlichen und monumentalen Regierungsbauten, den barocken Baustil als repräsentative Ausdrucksform für das wichtigste politische Zentrum des schwedischen Territoriums. Die Entwicklung einer selbstbewussten Bürgerschicht und einer ihrer repräsentativen Architektur wie sie in norddeutschen Städten zu finden war, fehlte in Schweden zu dieser Zeit. Im Gegenzug zeigt die Entwicklung der Herrenhäuser, dem Wohngebäude des Landadels und die Entstehung der Paläste für den schwedischen Hochadel in Städten nicht nur ein Bestreben die schwedische Baukunst zu europäisieren, sondern verdeutlicht auch die Gesellschaftsordnung des 17. Jahrhunderts in Schweden, die dem Adel eine Vorrangstellung einräumte. Es entstanden vielerorts Stadtschlösser und Landsitze des Adels mit Parks nach französischem Vorbild.
Im Kirchenbau zeigt sich der Barock in der prunkvollen Katharinenkirche in Stockholm. Die Schlossbauten des 17. Jahrhunderts spiegeln den Reichtum der geadelten Feldherren. Skoklosters slott und Schloss Läckö ebenso wie Schloss Karlberg, Schloss Mariedal, Schloss Näsby, Stockholmer Stadtmuseum, Schloss Drottningholm und das Bondesches Palais stammen aus dieser Zeit. Noch im 17. Jahrhundert entstanden auch einige der großen Bauten und Paläste, die die Macht des Landes und seines Adels symbolisieren sollten, wie zum Beispiel Riddarhuset, das Oxenstiernska palatset, das Tessinsche Palais und die alte Reichsbank.